# Plutarco Elías Calles
Francisco Plutarco Elías Campuzano (Guaymas, Sonora; 25 de septiembre de 1877-Ciudad de México; 19 de octubre de 1945), conocido como Plutarco Elías Calles,  fue un político y militar mexicano que se desempeñó como presidente de México entre el 1 de diciembre de 1924 y el 30 de noviembre de 1928. Fue una destacada figura en el México Posrevolucionario, pues después de concluir su presidencia fue apodado como el Jefe Máximo de la Revolución controlando a los presidentes entre 1928 y 1934, periodo conocido como el Maximato debido a su apodo.
Fue hijo del burócrata Plutarco Elías Lucero, que provenía de una familia de terratenientes y mineros con una buena posición económica, que con el paso de los años se fue reduciendo debido a los problemas sociales, políticos y económicos de la época. Su padre tuvo problemas con el alcohol y abandonó a su familia y se fue a vivir a una finca en San Pedro Palominas, y su madre, María de Jesús Campuzano, murió cuando él tenía tres años, con lo que quedó bajo la tutela de sus tíos maternos en Hermosillo.
Trabajó como cantinero, administrador de un hotel en Guaymas, Sonora, en un molino en Fronteras, periodista y maestro e inspector de escuelas. En 1911 fue nombrado comisario de Agua Prieta, donde sofocó un levantamiento magonista. En 1912 se sumó a las fuerzas revolucionarias en el gobierno de Francisco I. Madero para enfrentar la rebelión de Pascual Orozco. A la caída de Madero, en 1913 se unió al constitucionalismo encabezado por Venustiano Carranza y estuvo bajo el mando de Álvaro Obregón. Al finalizar la lucha contra Victoriano Huerta, con el grado de coronel enfrentó con éxito los ataques de Francisco Villa a Sonora, desde Agua Prieta.
En 1915 fue nombrado gobernador interino de Sonora. Después fue nombrado secretario de Fomento y Trabajo en el gabinete del presidente Venustiano Carranza. En 1920 se adhirió a la campaña electoral de Álvaro Obregón. Al triunfar el Plan de Agua Prieta, ocupó la Secretaría de Guerra en el gobierno de Adolfo de la Huerta y posteriormente la de secretario de Gobernación en el gobierno de Obregón.

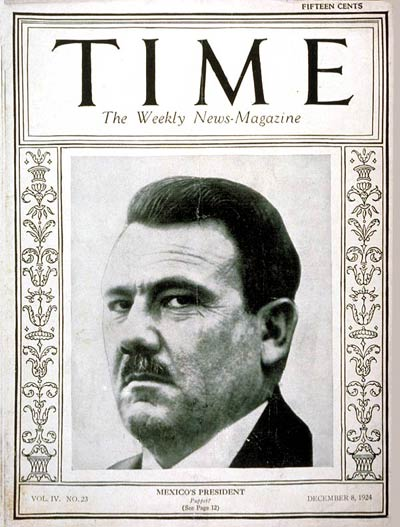
Plutarco Elías Calles en la portada de la revista Time del 8 de diciembre de 1924 poco después de haber sido electo presidente. Fue el primer presidente mexicano en aparecer en la portada de la prestigiosa revista.

Favorito de Obregón, en 1924 es elegido presidente de la República. Durante su gobierno creó el Banco de México, ordenó la construcción de carreteras, creó la primera línea aérea, fundó los bancos Ejidal y Agrícola, restauró la Escuela de Agronomía de Chapingo y fundó la Escuela Médico-Veterinaria, construyó presas, sistemas de riego y numerosas escuelas rurales. Durante su mandato también se inicia la llamada Guerra Cristera debido, entre otras cosas, al artículo 130 de la Constitución y porque la iglesia debía registrarse para poder ser oficial y pagar cuota al gobierno. Calles hizo cumplir dichas medidas por medio de la fuerza, lo que agravó el conflicto, que terminaría en 1929.
Álvaro Obregón se reeligió como presidente de México y, durante la celebración de su triunfo, fue asesinado el 17 de julio de 1928. Es importante destacar que, en un contexto que era propicio para que Calles extendiera su mandato, para sorpresa de muchos, en su último informe de Gobierno, creó la llamada "etapa de las instituciones" (de la Revolución mexicana). Gracias a ello —conforme a lo dispuesto por la Constitución— el Congreso de la Unión designó presidente interino a Emilio Portes Gil, quien convocó a nuevas elecciones para 1929.
El mensaje ante el Congreso no dejaba de ser, sin embargo, una paradoja en sí mismo, pues si bien Calles hablaba de la necesidad de dejar de ser un país de caudillos para convertirse en un país de instituciones, él mismo se convirtió en un caudillo arquetípico.
El 4 de marzo de 1929, Calles y varios militares y caudillos de la Revolución Mexicana, fundan el Partido Nacional Revolucionario (PNR) antecesor del PRI. Este partido nació como una federación de partidos políticos regionales, grupos políticos diversos, generales y caudillos sobrevivientes de la lucha armada.
El primer candidato presidencial del PNR fue Pascual Ortiz Rubio, quien resultó elegido presidente en 1929. Desde entonces hasta su expulsión del país en 1936, Plutarco Elías Calles jugó un papel clave en la política de México. Entonces se le conoció como el Jefe Máximo de la Revolución y como el Maximato (1928-1934). En 1932, Pascual Ortiz Rubio renuncia a la presidencia, después de no soportar la injerencia de Calles en su gobierno. En su lugar es nombrado presidente interino el general Abelardo L. Rodríguez, que se ocupa de los asuntos administrativos, y Calles de la política nacional. En esta época se modifica el artículo 3.º de la Constitución para la enseñanza de la educación socialista.
En 1934 Calles postula como candidato a la presidencia al general Lázaro Cárdenas, con el llamado Plan Sexenal. Cárdenas es elegido y Calles le impone gente de su confianza en el gabinete presidencial. La madrugada del 10 de abril de 1936, Cárdenas, acompañado por un cuerpo militar, saca a Calles de su casa (en pijama), y lo conduce hasta un avión del Ejército Mexicano que lo llevará a California. De esta manera Cárdenas expulsa del país a Calles y pide la renuncia de todos los callistas en su gobierno. Plutarco Elías Calles fija su residencia en San Diego, California y no regresa a México sino hasta que el presidente Manuel Ávila Camacho, al final de su mandato, le permite de nuevo residir en el país,  adonde retorna gravemente enfermo. Murió el 19 de octubre de 1945 en la Ciudad de México.

## Familia y juventud

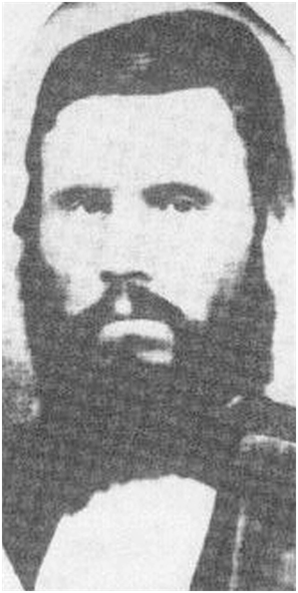
El Coronel José Juan Elías, «El Chinaco», su abuelo paterno.

El origen de los Elías se atribuye a judíos sefardíes. Sus antepasados llegaron a México a finales del siglo XVIII y comenzaron a destacar en la sociedad como terratenientes y mineros de éxito, amasando una gran fortuna que se redujo pero no se perdió en su totalidad en los disturbios y guerras del siglo XIX. El más sobresaliente de sus antepasados fue su abuelo, el Coronel José Juan Elías Pérez (1824-1865), «El Chinaco», aguerrido militar liberal que murió en combate contra las fuerzas imperialistas de Maximiliano I de México.
Su hijo Plutarco Elías Lucero (1848-1917) estudió Derecho y trabajó como funcionario público: fue diputado local por el distrito de Ures en 1872 y prefecto de Guaymas en 1874. Su principal preocupación, después de su modesta carrera política, fue la de albacea de las propiedades familiares, que disminuyeron por la inactividad, el abigeato y los frecuentes ataques apaches.
Durante su estancia en Ures, Elías Lucero convivió y procreó dos hijos con la profesora Juana Lidia Malvido, con quien vivió hasta 1876. Ese año se traslada a Guaymas y se une temporalmente con María de Jesús Campuzano Noriega (1844-1880), viuda desde 1872 de Francisco Calles Araujo y tuvieron dos hijos.
Los hermanos Elías Campuzano fueron Francisco Plutarco, nacido el 25 de septiembre de 1877 en Guaymas, Sonora; y María Dolores. Sus medios hermanos fueron Arnulfo (1866), Aquila Clemencia (1867) y Francisco Calles Campuzano (1868); Arturo (1872-1934) y Plutarco Elías Malvido (1874-1876).
Su padre, alcohólico y de inconstancia e irresponsabilidades conocidas, los abandonó y se marchó a su mermada finca en San Pedro Palominas. Su madre murió en 1880 y a partir de ese momento y hasta los veinte años, Plutarco quedó a cargo de su tía materna María Josefa Campuzano y de su esposo Juan Bautista Calles, hermano de la primera pareja de su madre.

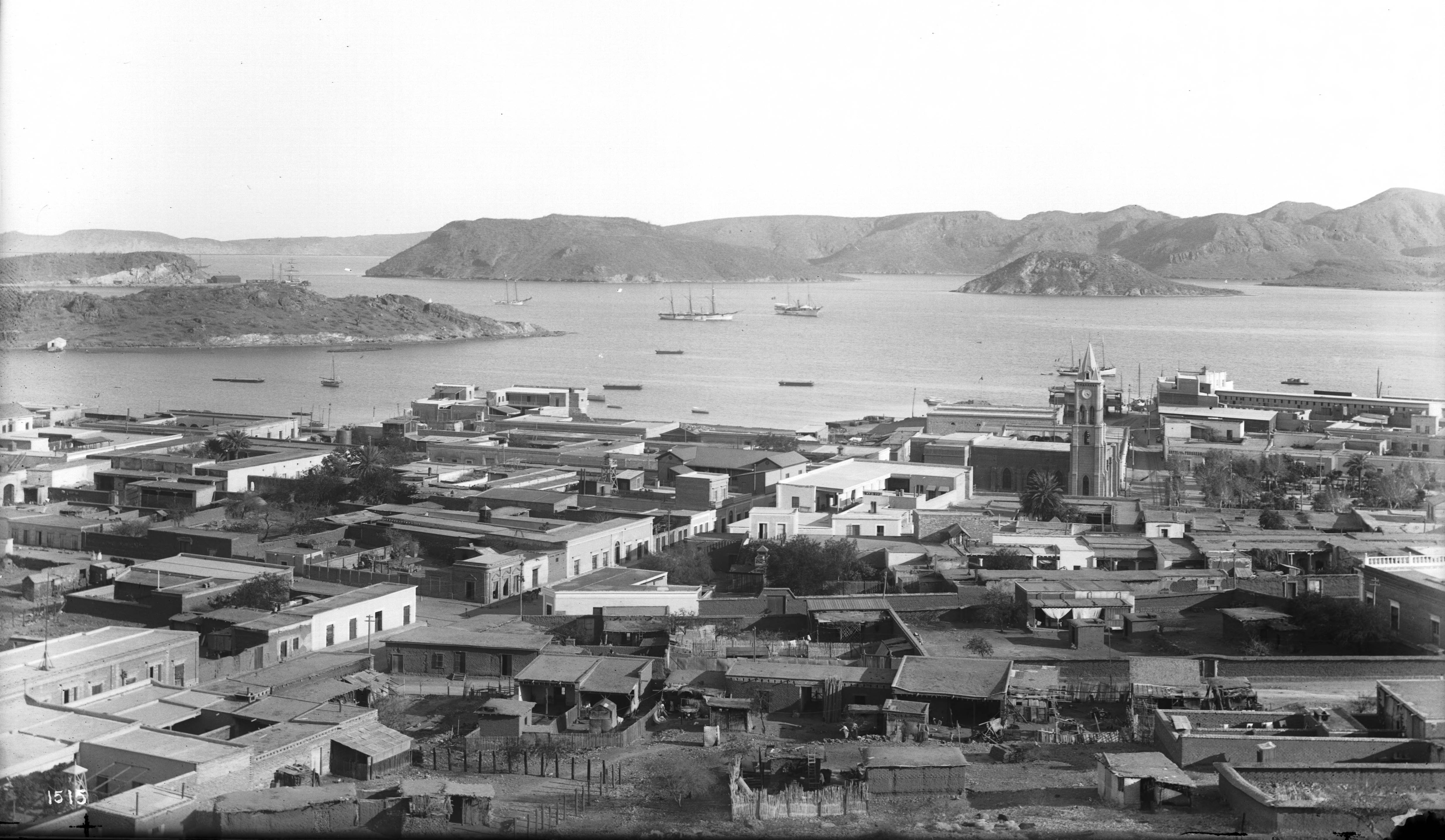
Guaymas, Sonora, lugar de nacimiento de Plutarco Elías Calles.

Plutarco se mudó con ellos a Hermosillo, donde cursó sus estudios básicos. Su abuela paterna, Bernardina Lucero Urías (1830-1902), ocasionalmente lo visitaba y le contaba las hazañas de sus tíos, que fueron personas de buena posición económica.
Su tío, Juan Bautista Calles, tenía un local donde vendía licores y abarrotes. Él se preocupó por su cuidado y educación, pues entre sus hermanos había varios maestros de escuela; de él Plutarco adoptó el apellido Calles. Inicialmente, se le conoció como Plutarco Calles hasta 1897, cuando se reencontró con su padre, y fue entonces cuando decidió agregarle el apellido Elías a su nombre.
En 1888, Calles estudió con el profesor Benigno López Serra en la Academia de Profesores, con el propósito de hacerse maestro; se recibió en 1894 y se dedicó al magisterio. Llegó a ser inspector de las Juntas de Instrucción Pública en Hermosillo, profesor en la Escuela #1 para varones y ayudante en el Colegio de Sonora. En 1897 regresa a Guaymas, donde fue maestro del quinto grado en la Escuela #1, editó la “Revista Escolar” y dirigió la escuela de la Sociedad de Artesanos “El Porvenir”.
Ese mismo año su padre lo lleva a Arizpe, de donde regresó Calles desorientado y un poco alcohólico. Por ese tiempo Calles escribió un poema titulado "Duda", que revela su profundo conflicto de identidad. En sus memorias, Adolfo de la Huerta refiere así su primer encuentro con Calles:

«Conocí a Calles cuando éste desempeñaba el oficio de ayudante de profesor de párvulos, en una escuela de Hermosillo, y al saber que era de Guaymas me le acerqué afable y le pregunté de qué familia era... "De la mía", me contestó; seca frase que bien demuestra su poco gusto en que fuera investigado su origen.»

 Para 1899 Plutarco logró separarse del alcohol y tomó un camino distinto al de su padre: se casó únicamente por lo civil con Natalia Chacón, comenzando un año después la creación de lo que sería una numerosa familia. Durante dos años Calles desempeñó sin éxito varios empleos. Además de maestro fue tesorero municipal del puerto de Guaymas e inspector general de Educación, puestos de los que fue despedido por sospecha de fraude. Posteriormente se vuelve administrador del "Hotel México", propiedad de su medio hermano Arturo Elías; cargo que dejó Plutarco al incendiarse el inmueble el 10 de enero de 1903.

"Aquellos años de la vida de Plutarco Elías Calles fueron muy poco afortunados; no parecía sino que un destino adverso le perseguía constantemente. En Guaymas circuló una versión malévola que lo acusaba de haber dispuesto de dinero que, como cajero de una agrupación de profesores, le había sido confiado [...] Pero a más de que aquella versión, falsa y todo, se extendió.

La amistad y protección del entonces secretario de Gobernación de Sonora, Alberto Cubillas, vinieron a favorecerle y [Calles] fue nombrado presidente municipal de Fronteras […] Lo cierto es que surgieron malas voluntades en los vecinos y Calles tuvo que volver a su natal Guaymas.
En esos días su hermano Arturo Elías era propietario de un hotel, y Plutarco fue puesto como encargado de la cantina. El hotel se incendió poco después, y como estaba bien asegurado no faltaron las malas lenguas e propalaron la versión de un incendio provocado intencionalmente y aun  señalaron a Plutarco como el autor. Pero en honor a la verdad, hay que decir que el cargo era infundado.
Su amistad con Cubillas volvió a favorecerle, y fue nombrado tesorero municipal de Guaymas; pero nuevamente la mala suerte se ensañó con él: al recibir la Tesorería de manos de su antecesor, éste le entregó, entre otros documentos, un vale personal por la cantidad de seis mil pesos. Calles, […] por exceso de confianza, […] aceptó el vale y cuando poco después un visitador […] le practicó una visita y le encontró aquel vale, […] no quiso aceptarlo, y levantando (el) […] acta se dispuso a consignar a Plutarco responsable del delito.

Calles […] consiguió entre sus amigos la cantidad requerida, que reintegró a la caja de la Tesorería, pero el visitador, […] hizo de todos modos la consignación."

A principios del siglo XX a Elías Lucero le quedaban todavía unas nueve mil hectáreas en Santa Rosa, cerca de Fronteras. En 1903 la Secretaría de Fomento le otorgó los documentos de adjudicación correspondientes. Ahí, Calles se dedicó a la agricultura: plantaba trigo, papa y maíz, sin embargo, tampoco con ello adquirió estabilidad económica. El labriego Calles no sabía sembrar y no tenía buena maquinaria para el negocio. En 1906 se retira de la agricultura y sin éxito, solicitó una concesión minera.
Ese año lo visita en Santa Rosa su amigo Santiago Smithers, quien lo persuade de hacerse cargo de la gerencia del molino harinero “Excélsior” en Agua Prieta. Calles acepta y en 1910 el Banco de Sonora embarga el molino.
Ese año inicia un negocio de compra-venta de pasturas, semillas y harinas llamado “Elías, Smithers y Compañía”. En el almacén de ese negocio se efectuaron algunas reuniones del maderismo guaymense con el que Calles simpatizaba. En abril de 1911 el negocio de Calles y Smithers cierra; y por ello vuelve al alcohol. Sus responsabilidades hicieron que se rehabilitara por sí mismo; pues para 1911, ya habían nacido cinco de los doce hijos que procreó con Natalia Chacón.

"Después, Calles se asoció con [...] Santiago Smithers, descendiente de norteamericanos, hombre honesto, trabajador y que gozaba de prestigio y general estimación en el Estado. La nueva sociedad prosperó al principio, pero el  incendio de un almacén y los primeros brotes de la revolución descompusieron la situación y fue entonces cuando Calles se inclinó a favor de la tendencia revolucionaria".

## Carrera militar y política

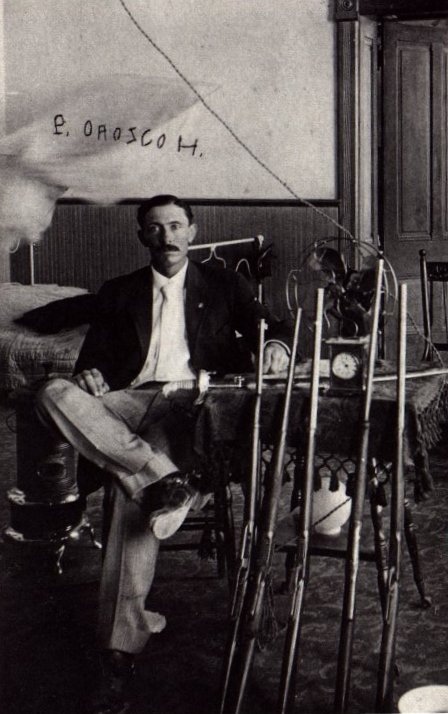
Pascual Orozco, revolucionario a quien Calles combatió en 1912.

En 1911 Calles abrió un comercio en Agua Prieta donde distribuía semillas, granos, implementos agrícolas, petróleo, manteca, carne y piloncillo, con el que le iba regularmente bien. En septiembre de ese año su tío político, el gobernador José María Maytorena, lo nombró comisario. Durante su cargo, Calles se encargó de mantener el orden, administrar justicia y de la aduana. «El Viejo», como le decían sus amigos, se encargó de reorganizar la cárcel, asignó un edificio a la comisaría, creó un centro escolar e impartió sentencias a los rebeldes.
Los cónsules del gobierno de Francisco I. Madero en Douglas lo acusaron ante Maytorena de conspirar contra el régimen, pero el gobernador continuó apoyándolo. En 1912 Calles enfrentó con éxito la rebelión encabezada por Pascual Orozco. Ante el golpe de Estado de Victoriano Huerta y el asesinato del presidente Madero, Calles envió un telegrama al gobernador Maytorena en el que lo invitaba a levantarse en armas. Acto seguido, instaló a su esposa e hijos en Nogales y se dedicó al reclutamiento de voluntarios en Douglas.
El 5 de marzo de 1913 Calles entró a México al mando de un pequeño grupo de soldados dispuestos a la lucha. Inmediatamente se relacionó con otros jefes revolucionarios, entre ellos: Manuel M. Diéguez, Pedro F. Bracamontes y Esteban Baca Calderón. Asimismo, participó en la redacción y firma del Plan de Nacozari firmado el 12 de marzo de ese año, donde se desconocía el gobierno de Huerta.

¡A las armas!

Los ciudadanos que empuñamos las armas para lanzarnos llenos de ardor y rebosantes de indignación al campo de la lucha no venimos animados de ese espíritu de sistemática rebeldía que perdura por algún tiempo en los pueblos sacudidos formidablemente por una revolución como la de 1910; venimos a cumplir con un deber como patriotas, rescatando de la tierra de la opresión al pueblo al que de nuevo trata de encadenar la usurpación.
Como ciudadanos, salvando las instituciones republicanas de un régimen absolutista como el militar. Como hombres, enjugando las lágrimas de los que sufren cuando ven ocultarse el sol radiante de las libertades humanas en un ocaso de regresión y de estancamiento. Venimos a protestar contra el régimen y a llevar al banquillo de los acusados al criminal y a sus cómplices; es decir, a los Huerta y los Blanquet, a los Díaz y a los Mondragón, a  los De la Barra y a los Reyes y a tantos otros.
Venimos a vengar el sangriento ultraje hecho a la ley, cuando asesinan al presidente de la República y a restituir a cañonazos el derecho de gentes conculcado; venimos a hacernos justicia, en representación de todo el pueblo mexicano, y a sentar la segunda piedra del Templo de Themis, derribado el 19 por la mano criminal de Félix Díaz, y el 23 de febrero […] pasado, por la criminal y traidora de Victoriano Huerta.
Venimos, en fin, a luchar sin tregua y con tesón contra el mal y continuar con la revolución de 1910, a aportar nuestro contingente de sangre a la causa del pueblo, a sacrificarnos en aras de las libertades públicas; a limpiar de traidores el país y a llevar a  culatazos a la rendición, a los cobardes y a los indiferentes, a los serviles y a los acomodaticios; a los atrofiados de la conciencia y a los ociosos de la energía.

A eso venimos y para eso empuñamos en 30-30.

El mando general del ejército sonorense estaba a cargo de Álvaro Obregón. En el norte, el jefe de operaciones era Juan G. Cabral; en el centro, Salvador Alvarado y en el sur, Benjamín Hill. Calles fue ascendido a teniente coronel y el 16 de marzo emprende por su cuenta, y sin autorización de Obregón, la toma de Nacozari. La acción militar fracasó y Calles permanece en Nogales organizando el abastecimiento de armas. Tras la derrota; Obregón lo apodó “Plutarco Elías Corres” y se cuenta que comentó:

Calles no se acerca al peligro, va a pedirle chiche a Arnulfo Gómez para que lo ayude.

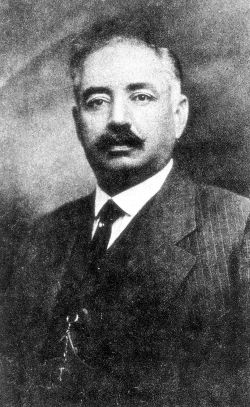
El Gobernador de Sonora José María Maytorena Tapia, tío político de Calles y a quien combatió. Se ausentó para pelear contra Victoriano Huerta y a su regreso reclamó la gubernatura y el mando militar.

En febrero de 1913 el gobernador José María Maytorena pidió licencia por seis meses al Congreso estatal para ausentarse e ir a combatir a Victoriano Huerta. Dejó en su lugar a Ignacio L. Pesqueira y marchó a Estados Unidos, donde conversó con el Secretario de Estado William Bryan acerca de su oposición a reconocer a Huerta como presidente. Casi al final de su licencia, regresó a Sonora y Venustiano Carranza le autorizó para que en agosto reasumiera la gubernatura del estado; Maytorena reclamó el mando militar y los jefes del movimiento se negaron. En los salones de la Presidencia Municipal de Cananea se reunieron Ignacio Bonillas, Calles, Ignacio Pesqueira, Manuel M. Diéguez y varios diputados locales para buscar la forma en que Maytorena no reasumiera la gubernatura.
La conspiración se hizo saber y Maytorena detuvo a Pesqueira, destituyó a Calles como jefe de armas en Nogales y a Bonillas como prefecto de Arizpe. Calles se negó a dejar su cargo; Bonillas y Pesqueira se exiliaron en Estados Unidos. Diéguez fue reincorporado al ejército y Obregón estuvo al mando del mismo, mientras Maytorena fue aceptado como gobernador de Sonora bajo el entendimiento de que se desempeñaría como tal hasta el momento adecuado para prescindir de él.
Carranza llegó a Sonora a mediados de septiembre de 1913. Para octubre, la relación entre Maytorena y Carranza parecía romperse. La ruptura definitiva se consolidó cuando Carranza nombró a Ignacio Pesqueira secretario de Guerra. El 1 de diciembre Calles fue ascendido a coronel; Carranza le tenía particular aprecio y confianza. En marzo de 1914 Calles fue designado comandante militar de la plaza de Hermosillo y jefe de las fuerzas fijas de Sonora, tiempo en el cual se dedicó a reducir el poder de Maytorena y este, en reciprocidad, con el apoyo de jefes yaquis hostilizó a Calles hasta provocar su repliegue al norte del estado.
En septiembre de 1914 Maytorena y su compadre Francisco Villa rompen relaciones con el gobierno de Venustiano Carranza. A fines del mes, Calles regresó a Sonora y pasó por Agua Prieta, donde saludó por última vez a su padre, que murió tres años después. El 1 de octubre se inició en Nacozari el inminente enfrentamiento entre las tropas de Calles y Maytorena. Los maytorenistas, con 10 000 hombres y los yaquis peleando a su favor; sitiaron Nacozari por 107 días. Calles y Benjamín Hill resistieron con 800 hombres hasta que resultaron victoriosos. Calles, en ese entonces general brigadier, permanece en Agua Prieta adiestrando brigadas y vigilando las acciones de las tropas de Maytorena en 1915.

### Gobernador de Sonora

#### Primer mandato
El 4 de agosto de 1915 Carranza lo nombró gobernador interino de Sonora y comandante militar de su estado natal, desempeñándose como tal hasta el 16 de mayo de 1916. Durante los diez meses de su interinato, Calles se dedicó simultáneamente a enfrentar a los jefes yaquis de Maytorena.
El mismo día en que asumió el cargo de gobernador, Calles dio a conocer su Programa de Gobierno, el cual elaboró pensando en las “revolución de ideales y las reformas hacia el progreso que ahora presentaba al pueblo”.
Durante su gubernatura se aseguró de hacer respetar las garantías individuales y las libertades políticas. Hizo reformas a la educación, abrió escuelas en todos los sitios de más de 500 habitantes, obligó a las compañías mineras o industriales a instalar centros escolares e instaurar sistemas de becas, bibliotecas, escuelas normales y para adultos. También promovió una nueva legislatura civil y penal, hizo reformas a la agricultura concediendo mejores sueldos a campesinos y la subdivisión de grandes fincas. Durante su mandato, se dio la creación de un banco agrícola oficial del estado de Sonora.

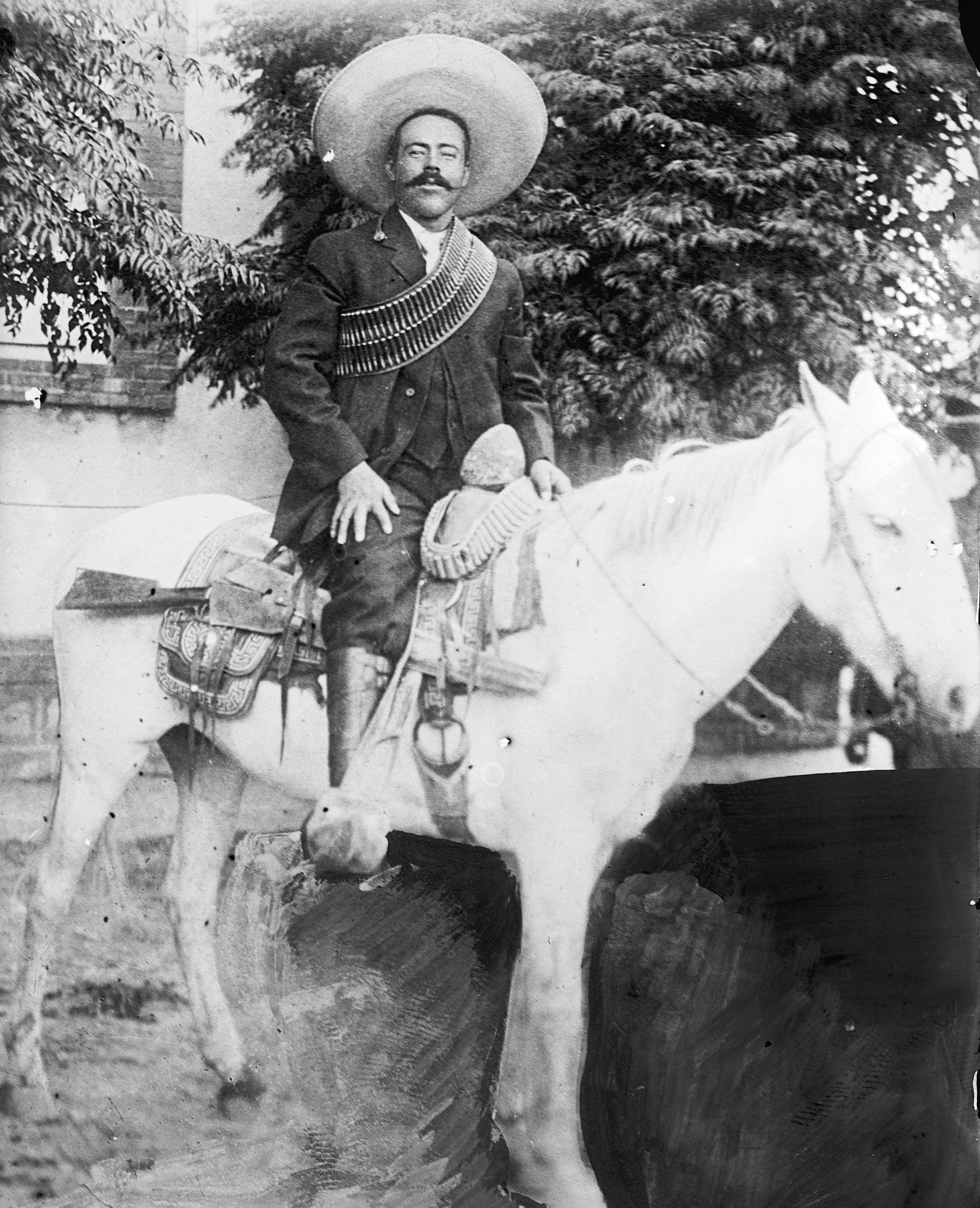
Pancho Villa, revolucionario que atacó Agua Prieta en 1915, Calles lo combatió y triunfó con menos de la cuarta parte de soldados.

El 1 de noviembre de 1915, Francisco Villa atacó Agua Prieta al mando de 18.000 hombres, pero Calles resistió y triunfó con menos de la cuarta parte de soldados, utilizando la misma estrategia de resistencia del sitio de Nacozari de 1914: los soldados de Villa se estrellaron contra un emplazamiento de minas, alambrados, fosas y trincheras dispuestas por Calles. Tras su derrota, días después, el 2 de diciembre, Villa asesinó en el pequeño poblado de San Pedro de la Cueva a todos los varones que lo habitaban (73 hombres), incluyendo al cura Andrés Avelino Flores.
Asimismo, Calles abrió nuevos caminos, favoreció la competencia comercial en beneficio del consumidor, propuso un nuevo régimen fiscal y creó instituciones de beneficencia. Hizo que se inculcaran hábitos de limpieza mediante conferencias públicas y además, se encargó de impulsar el mutualismo entre los obreros. Cuatro días después de su toma de posesión, emitió un decreto en el que prohibió la venta y fabricación de bebidas embriagantes, con pena de cárcel por cinco años a quien lo hiciera.

Considerando que una de las causas de la decadencia de los pueblos es el uso de las bebidas embriagantes, que además de producir aniquilamiento físico y las perversión moral del individuo, es también uno de los principales factores del malestar económico; que es bien sabido que la criminalidad está en relación directa con el empleo de las bebidas alcohólicas y teniendo el gobierno constitucionalista la obligación de moralizar a los ciudadanos que están bajo su amparo y procurar su mejoramiento, no podría dejar de ocuparse de legislar inmediatamente sobre tan importante materia.

Por lo tanto, he tenido que emitir el siguiente decreto:
1. Queda absolutamente prohibida en el Estado de Sonora la importación, venta y fabricación de bebidas embriagantes.
2. Se consideran como bebidas embriagantes aquellas que contengan alcohol en cualquier cantidad.
3. Las personas que infrinjan el artículo primero serán castigadas con cinco años de prisión que impondrá el Ejecutivo, mientras se restablece el Poder Judicial, haciendo constar el procedimiento en un acta donde se recibirá la declaración de los derechos responsables y las pruebas que hubieren e pro o en contra. A los cómplices y encubridores se les impondrá prisión de tres y dos años, respectivamente.

4. Los delitos de embriaguez se castigarán con las penas que ya tienen señaladas en el Código Penal, llevándose a cabo el mismo procedimiento sumario que se expresa en la primera parte del artículo tercero, entre tanto se restablecen los tribunales.

Entre la gran cantidad de decretos aparecían algunos prohibiendo los juegos de azar, autorizando a la policía a arrestar a los organizadores, jugadores y espectadores de los mismos. Calles concedió amnistía a los seguidores de Francisco Villa y clausuró los sitios de tortura en las penitenciarías. En otro decreto, ordenó la transferencia al dominio público de los bienes de quienes hubieran apoyado moral o materialmente a Pascual Orozco, Victoriano Huerta o al gobierno de la Convención de Aguascalientes. En mayo de 1916 ordenó la distribución entre los empleados públicos un cuestionario en el que se les intimida para declarar su lealtad al gobierno y confesar sus antiguas filiaciones pasadas.
Como gobernador, ordenó la emisión de otros decretos referentes a la creación de escuelas, para el establecimiento del catastro, para la publicación de la Ley Orgánica de los Tribunales de Estado y donde fijaba el sueldo mínimo para jornaleros y peones. Durante su mandato, Calles atendió en un 22% a la educación pública. En mayo de 1916 fue asignado, por unos meses, a la Jefatura de Operaciones del Estado y Adolfo de la Huerta se convirtió en Gobernador Interino. Para el tiempo en que dejó la gubernatura, Calles había dictado 56 decretos, emitiendo seis por mes.

#### Segundo y tercer mandato

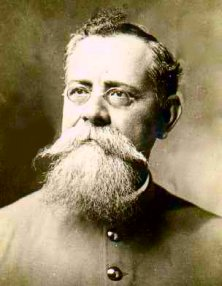
Venustiano Carranza, mentor político de Calles.

El 25 de junio de 1917, Calles reasume la gobernatura constitucionalmente ostentándola hasta mayo de 1919, con una breve interrupción dejando en el poder a Cesáreo Soriano; periodo en el cual Calles es designado ministro de Industria, Comercio y Trabajo durante la administración de Venustiano Carranza. Durante sus últimos dos mandatos como gobernador, Calles promulgó cinco leyes reglamentarias: la de Juntas de Conciliación y Arbitraje, la de Indemnizaciones, la de Administración Interior del Estado, la de Trabajo y Previsión Social y la Ley Agraria. A Soriano lo desaforó mediante el Congreso por permitir el establecimiento de una casa de juegos.
Expulsó a varios simpatizantes de la liga anarquista IWW y ordenó el fusilamiento de Lázaro Gutiérrez de Lara. A los indios yaquis y a las compañías estadounidenses “Wheeler y Richardson”, que acaparaban tierras inactivas, se dedicó a combatirlos durante su gubernatura. De igual forma, Calles ordenó la expulsión de todos los sacerdotes católicos de Sonora. Inauguró la Escuela Normal para Profesores y organizó un congreso pedagógico, en enero y junio de 1916 respectivamente. Calles mandó abrir 127 escuelas primarias y las escuelas “Cruz Gálvez de Artes y Oficios” para los niños huérfanos de la Revolución.
En agosto de 1917 Calles hizo circular un manifiesto titulado “Por la redención de la raza”, donde pedía la cooperación de la ciudadanía para construir dos grandes edificios (uno para varones y otro para mujeres) por medio de una convenio público.

Hace menos de dos años, en 1915, fundé la Escuela de Artes y Oficios para Huérfanos […], impulsándome a ello a las repetidas observaciones que al correr los distintos puntos del estado pude recoger en cuanto el número verdaderamente crecido de niños huérfanos y abandonados que encontré en casi todos los lugares.
[…] Concebí así la idea de crear un asilo que, además de arrebatar a la indigencia y sin duda a la corrupción a aquellos seres infelices e inocentes, pudiera convertirlos en elementos de orden y progreso […], más tarde […], aptos para el trabajo y moralmente fuertes y sanos.

En el decreto, Calles estableció que se protegería a todos los huérfanos sin distinción alguna. Para 1920, la institución contaba con instalaciones adecuadas: el de varones tenía 468 alumnos internos y el de mujeres, contaba con 396 alumnas; entre ellas las hijas del general Calles. La escuela tenía seis años de primaria y se daba enseñanza industrial. Los varones aprendían carpintería, agricultura y mecanografía. Las mujeres formaron una orquesta y los varones una banda de música. Todos los alumnos de la institución, al referirse al gobernador, lo llamaban «Papá Calles».

Los éxitos y fracasos que tengan en las escuelas Cruz Gálvez los considero como míos, y gozaré con los primeros y sufriré con los segundos.

## La lucha por el poder

### Plan de Agua Prieta
En enero de 1920, Calles renunció a su puesto en el gabinete de Carranza para incorporarse a la campaña presidencial de Álvaro Obregón. Debido a las diferencias políticas entre Venustiano Carranza y Obregón, en abril de 1920 el "grupo de los sonorenses" integrado por Obregón, Calles y De la Huerta, proclamó el Plan de Agua Prieta que desconocía al gobierno carrancista. Con el asesinato de Carranza en Tlaxcalantongo, Puebla, Calles ocupó el cargo de secretario de Guerra y Marina durante el interinato de Adolfo de la Huerta y fue secretario de Gobernación en el gabinete del presidente Álvaro Obregón, el cual desempeñó durante casi todo el cuatrienio presidencial.

### Secretario de Gobernación

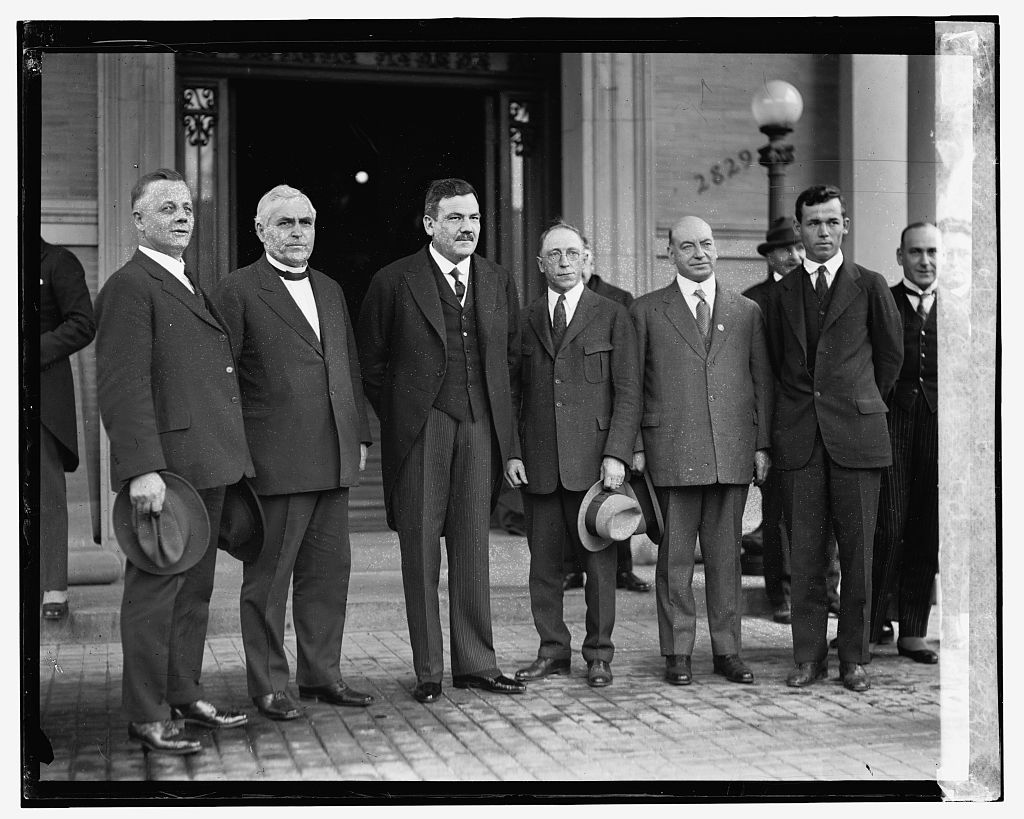
Plutarco Elías Calles fotografiado afuera del edificio de la Federación Estadounidense del Trabajo con los funcionarios de la misma; durante una visita que realizó meses antes de tomar posesión como presidente de México. Ahí fue recibido con honores y se le ofreció un banquete, presidido por Samuel Gompers, quien dirigió algunas palabras a Calles durante su visita el 31 de octubre de 1924.

A Obregón y a Calles más que la simpatía o la amistad, la historia y la política mexicana los unieron. En el fondo, ambos sentían desprecio uno por el otro; sin embargo, siempre se necesitaron mutuamente y mantenían un trato cordial. A mediados de 1923 Calles se retiró a la hacienda de Soledad de la Mota, Nuevo León, propiedad de uno de sus hijos. Ahí inauguró una escuela e impartió la primera lección de la clase. Para ese tiempo ya sabía que era el elegido para suceder a Obregón y se apartó para reflexionar sobre lo que haría en su gobierno.

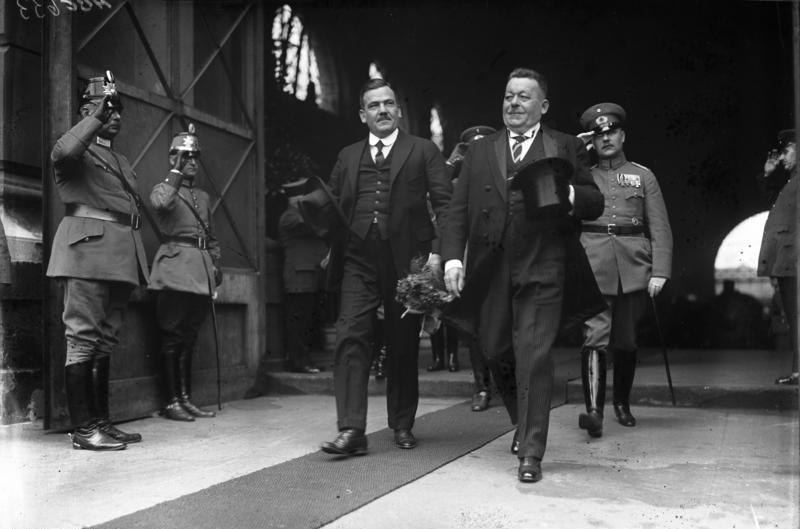
Plutarco Elías Calles con el presidente de Alemania Friedrich Ebert en agosto de 1924.

En Sonora comenzaron a llamarlo «El Turco». Entre agosto y octubre de 1924, Calles viajó a Europa con parte de su numerosa familia. Uno de los propósitos del viaje fue atenderse en el sanatorio Grunewald los dolores de su pierna dañada durante el sitio en Naco. Otro de sus objetivos era estudiar la organización política, económica y social de Europa; en particular la Alemania socialdemócrata, gobernada por Friedrich Ebert.
En ese país se acercó a industrias cooperativas y solicitó copia de cada instrumento de trabajo. Sobre trabajo y organización industrial pidió estatutos, libretas de trabajo, talonarios, vales de todo tipo y obras literarias de interés general. En Hamburgo, Calles aprovechó para externar sus políticas de recibimiento a los inmigrantes europeos, incluidos los judíos. Su mensaje llegó hasta algunas ciudades polacas. De Alemania pasó a Francia, donde fue recibido con honores por el primer ministro Édouard Herriot. No pudo viajar a Inglaterra, entonces regida por el primer ministro Ramsay MacDonald, pero se conformó con enterarse del movimiento laborista de este país. Por otro lado, entre ambos surgiría una simpatía mutua, pues años después, en una gran huelga en Inglaterra, el gobierno mexicano —por órdenes de Calles— le envió 200 000 dólares dirigidos a los mineros del carbón. Luego visitó al presidente de Estados Unidos Calvin Coolidge y asistió a un banquete en su honor organizado por la Federación Estadounidense del Trabajo, donde dirigió unas palabras el reconocido líder Samuel Gompers.

## Mandato presidencial
"El presidente Plutarco Elías Calles, que rige los destinos del pueblo mexicano, es un estadista excepcional, una personalidad notable por todos conceptos, un personaje digno de la admiración de las inteligencias cultas. Educado en las ideas socialistas modernas, consciente de las finalidades de su tierra, el general Calles está realizando un gobierno de reparación y justicias y conduciendo a México rectamente, a la conquista de las reformas sociales; para ello cuenta con el apoyo de millones de obreros y campesinos que representan las fuerzas vivas del país. Pocos elementos disienten de su grandioso programa de reconstrucción nacional, tan fecundo que puede servir de ejemplo a todas las naciones americanas".
José Ingenieros.

### Protesta
Su cercanía hacia Álvaro Obregón era tal, que se decía que era el brazo derecho que este había perdido en Celaya. Fue gracias a esta relación que, sin mucho esfuerzo, aunque sí hubo de sofocar la rebelión encabezada por Adolfo de la Huerta y ganarle a su único contrincante Ángel Flores, que Calles ocupó la silla presidencial a los cuarenta y siete años de edad. Tomó posesión del cargo a las 12:00 horas del 1 de diciembre de 1924 en el flamante Estadio Nacional, como se le conocía antes al estadio construido en los terrenos del antiguo Panteón de la Piedad; en una ceremonia a la que asistieron más de cuarenta mil personas. Al acto le siguió una recepción que continuó toda la noche frente a la casa de Calles en la calle Marsella número 21.
El nuevo mandatario era un político entre los militares que supo ganarse a los más importantes líderes de la época para que le permitieran continuar con la reconstrucción del país. Calles asentaría su poder sobre cuatro pilares:
- El apoyo del general Álvaro Obregón, principal caudillo de la época.
- La profesionalización y descaudillización del Ejército.
- La organización de las bases que lo llevarían a la creación del Partido Nacional Revolucionario.
- El acuerdo estadounidense con todo y renegociación de la deuda.[39]

### Gabinete
| CARGO                              | NOMBRE                     |        |
|                                    |                            |        |
| Secretario de Gobernación          | Emilio Portes Gil          |        |
| Secretario de Gobernación          | Adalberto Tejeda Olivares  |        |
|                                    |                            |        |
| Secretario de Relaciones           | Aarón Sáenz                |        |
| Secretario de Relaciones           | Genaro Estrada             |        |
|                                    |                            |        |
| Secretario de Hacienda             | Alberto J. Pani            |        |
| Secretario de Hacienda             | Luis Fernando Maldonado    |        |
|                                    |                            |        |
| Secretario de Guerra y Marina      | Joaquín Amaro Domínguez    |        |
|                                    |                            |        |
| Secretario de Agricultura          | Luis L. León               |        |
| Secretario de Agricultura          | Adalberto Tejeda           |        |
| Secretario de Agricultura          | Eduardo Ortiz              |        |
|                                    |                            |        |
| Secretario de Comunicaciones       | Ramón Ross                 |        |
| Secretario de Comunicaciones       | Luis N. Morones            |        |
|                                    |                            |        |
| Secretario de Industria y Comercio | José Manuel Puig Casauranc |        |
|                                    |                            |        |
| Secretario Educación Pública       | José Manuel Puig Casauranc |        |
| Secretario Educación Pública       | Moisés Sáenz               |        |
|                                    |                            |        |
| Departamento de Salubridad         | Ignacio Gastelum           |        |
|                                    |                            |        |
| Departamento de Fabriles           | Celestino Gasca            |        |
|                                    |                            |        |
| Departamento de Contraloría        | Luis Montes de Oca         |        |
| Departamento de Contraloría        | Julio Freyssinier Morín    |        |
|                                    |                            |        |
| Procurador general de la República | Romeo Ortega               |        |
| Procurador general de la República | Ezequiel Padilla Peñaloza  |        |
|                                    |                            |        |
| Departamento del Distrito Federal  | Ángel Alanís               |        |
| Departamento del Distrito Federal  | Everardo Gallardo          |        |
| Departamento del Distrito Federal  | Juan Correa                | [ 40 ] |

### Política interna
La política de Calles durante su presidencia estaba enfocada en la reconstrucción nacional, mediante el establecimiento de un Estado fuerte, apoyado en la ideología populista y basada en el principio de conciliación de sectores. Con Calles se logró un ajuste económico y de instituir un nuevo orden político.

#### Reorganización del Ejército

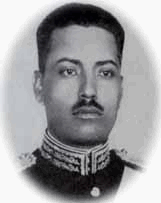
General Joaquín Amaro Domínguez, se desempeñó como ministro de Guerra en las administraciones de Calles, Pascual Ortiz Rubio y Emilio Portes Gil. Calles le comisionó la reorganización del ejército.

Por las rivalidades internas y las aspiraciones presidenciales de casi todos los jefes militares, el ejército se había convertido en un centro de insurrección, por lo que fue necesaria su reorganización; labor que Calles le asignó al secretario de Guerra Joaquín Amaro.
Se restableció el antiguo Colegio Militar y se profesionalizó a los oficiales, despidiendo a los más revoltosos. Amaro se enfocó en acabar con la costumbre en la que los jefes de zona o de unidad formaban ejércitos privados que les  rendían lealtad. El general Amaro dividió al país en 33 jefaturas que reemplazaban a diez zonas, y cuando era necesario, las subdividía. Otro problema del Ejército mexicano de ese tiempo era la falta de dinero para adquirir armamentos y el bajo salario de los soldados, condiciones que mejoraron cuando México progresó en sus relaciones diplomáticas con Estados Unidos.

### Guerra Cristera
Por Guerra Cristera se entiende a la etapa histórica transcurrida entre 1926 y 1929, caracterizada por el presidente Plutarco Elías Calles, donde se efectuó un conflicto armado entre el gobierno y milicias de laicos, presbíteros y religiosos católicos que resistían la aplicación de legislación y políticas públicas orientadas a restringir el poder y la participación de la Iglesia católica sobre los bienes de la nación así como en procedimientos civiles.
Entre los eventos que precipitaron el conflicto, por un lado se cuentan varias matanzas de fieles católicos a la salida de actos de culto en templos católicos en Ciudad de México y en otras ciudades de la República, y por el otro lado las atrocidades de los cristeros en contra de los Maestros Rurales desarmados, que ni siquiera tomaban parte en el conflicto, algunos no aceptaron dejar sus escuelas y comunidades, y a muchos se les cortaron las orejas como resultado. a dichos maestros se les conoce como "maestros desorejados". En Los peores casos, los maestros fueron torturados y asesinados por los cristeros. Se ha calculado que al menos 300 maestros fueron asesinados entre los años 1935 y 1939, incluyendo el asesinato de Carlos Sayago, Carlos Pastraña, y Librado Labastida en Teziutlán, Puebla; la ejecución del maestro, Carlos Toledano, quien fue quemado vivo en Tlapacoyan, Veracruz; y el linchamiento de al menos 42 maestros en el estado de Michoacán:. Asimismo puede citarse el caso de la maestra María Rodríguez Murillo, quien fuera ultrajada y muerta por un grupo de cristeros.

Estos eventos fueron registrados por los principales diarios del País, pero que fueron censurados por el gobierno revolucionario,[cita requerida] aunque algunos diarios extranjeros sí reportaron las masacres.

#### Antecedentes

##### Ruptura de relaciones con la Iglesia Católica

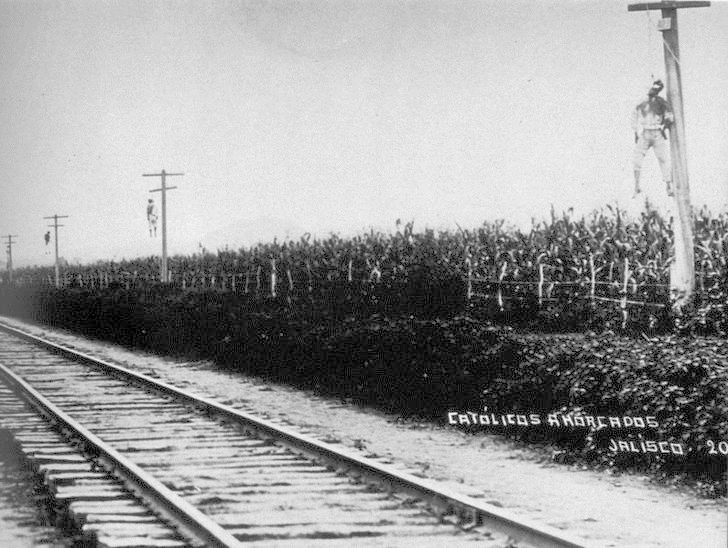
Cristeros colgados en Jalisco. Durante la Guerra Cristera, los rebeldes eran fusilados y posteriormente colgados para que sirviera de advertencia y escarmiento. Aquella guerra no solo costó 70,000 vidas sino una caída fulminante de la producción agrícola y la emigración de 200,000 personas. En palabras del historiador Luis González y González: Fue una guerra sangrienta como pocas, el mayor sacrificio humano colectivo en toda la historia de México.

Hacia 1919, los católicos habían fundado el partido político Nacional Republicano, y exigieron que fuera reformada la Constitución al tiempo que organizaban manifestaciones contra el gobierno revolucionario y gritaban por la Ciudad de México sus filiaciones religiosas. En febrero de 1925 los dirigentes de la Confederación Regional Obrera Mexicana, CROM, concibieron la idea de formar una iglesia católica separada de Roma y pusieron en práctica su proyecto en un templo de Ciudad de México, el cual tomaron violentamente, por las armas, y donde instalaron al sacerdote renegado José Joaquín Pérez para que fuera el patriarca de la nueva Iglesia. Por ese tiempo, los gobernadores anticlericales de los Estados de Veracruz y Tabasco dictaron decretos para limitar las funciones de los sacerdotes. En protesta, los jóvenes católicos fundaron, en marzo de 1925 la Liga Nacional de Defensa Religiosa. El conflicto entre la Iglesia y el gobierno se agudizó cuando el arzobispo de México José Mora del Río, realizó protestas contra las disposiciones que se referían a las cuestiones religiosas en el artículo 130 de la Constitución. Calles ordenó al procurador de Justicia la detención del arzobispo, lo cual produjo numerosas protestas de los católicos y de varios embajadores extranjeros.

##### Ley "Calles"
El 14 de junio de 1926, el gobierno del Presidente Plutarco Elías Calles Campuzano expidió una Ley adicional que fue publicada el 2 de julio del mismo año, en la que limitaba el número de sacerdotes en cada Entidad y donde se establecía que todos los sacerdotes del país debían registrarse con cada presidente municipal y solamente podrían ejercer sus funciones quienes tuvieran una licencia otorgada por el Congreso de la Unión o el Congreso del estado correspondiente. Esta Ley efectivamente no solamente no separaba Iglesia y Estado, sino que supeditaba la primera al segundo, el cual mediante ella adquiría "Carta blanca" legal para inmiscuirse a su antojo en los asuntos estrictamente internos de las Iglesias, la Católica, en particular.
En el decreto, Calles hacía saber las reformas del Código Penal donde establecía penas severas por violaciones a la Constitución en lo referente a cultos o enseñanza. Debido a la Ley "Calles", fueron clausurados arbitrariamente 142 templos en el País, varias capillas en asilos de beneficencia privada abiertos al público; se suprimieron las actuaciones de religiosos en todas las instituciones de beneficencia en las que participaban; se cerraron 73 conventos y se expulsó a numerosos sacerdotes extranjeros. Ante estas agresiones por parte del gobierno, a finales de julio de 1926, el episcopado mexicano ordenó la suspensión de todos los actos de carácter religioso; acción que precipitó el movimiento armado.

##### Atentado contra Álvaro Obregón y fusilamiento de Miguel Pro

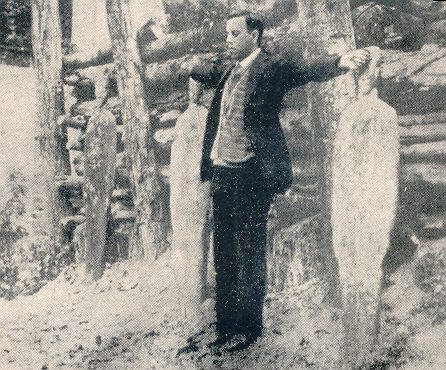
Fusilamiento de Miguel Pro, por orden del presidente Plutarco E. Calles, sin juicio previo.

El 13 de noviembre de 1927, el ingeniero Luis Segura Vilchis desarrolló y ejecutó un plan para atentar contra el general Álvaro Obregón, por entonces candidato a la presidencia de la República. Alcanzó el automóvil donde Obregón se movilizaba y le arrojó una bomba pero el artefacto explosivo no logró herir al general Obregón. Sus guardias respondieran al atentado y responsabilizaron al sacerdote Miguel Agustín Pro y a su hermano Humberto. En realidad, la única conexión entre el atentado y los hermanos Pro fue el automóvil Essex usado para el ataque que anteriormente había sido de la propiedad de uno de los hermanos del sacerdote. Luis Segura confesó ser «el director, y el autor intelectual y material del ataque». Sin embargo, Plutarco Elías Calles sumó su culpabilidad a la de los hermanos Humberto y Miguel Agustín, y decretó su muerte por fusilamiento, sin juicio previo, por orden directa impartida a Roberto Cruz, por entonces inspector general de policía, y a pesar del amparo obtenido a favor de Pro. Distintos autores modernos consideran que la muerte de los condenados estaba decidida de antemano en atención a un imperativo diferente de la justicia legal, ya que el padre Pro no tuvo un liderazgo militar o político en el conflicto cristero, ni actuó como protagonista guerrillero ni estratega del movimiento, sino que solo mantenía los servicios religiosos que habían sido suspendidos por el Estado. La Iglesia católica consideró que la muerte de Miguel Agustín Pro fue un martirio por causa de la fe, y fue beatificado el 25 de septiembre de 1988 durante el pontificado de Juan Pablo II.

##### Secuelas de la Guerra Cristera
El conflicto religioso se desarrolló principalmente en los estados de Guanajuato, Colima, Querétaro, Michoacán y Jalisco. El gobierno de Calles, para combatir a los rebelados, invirtió enormes recursos económicos, materiales y humanos, pues tuvo necesidad de emplear más de 200.000 soldados.
Emilio Portes Gil, comenzó una larga negociación, en la que participó como mediador, el recién llegado embajador estadounidense, Dwight Morrow. Se logró un acuerdo de amnistía general para todos los levantados en armas que quisieran rendirse. Se acordó devolver las casas curales y episcopales, y evitar mayores confrontaciones en lo sucesivo.
El acuerdo no tomó en cuenta a los 500.000 combatientes del ejército cristero que para ese momento habían sufrido 25 000 bajas. Decepcionados, la mayoría dejó las armas, otros, aun bajo la condena de las autoridades eclesiásticas continuaron la lucha durante varios años. Aquella guerra no solo costó 70.000 vidas sino una caída fulminante de la producción agrícola y la emigración de 200.000 personas. En palabras del historiador Luis González y González, «fue una guerra sangrienta como pocas, el mayor sacrificio humano colectivo en toda la historia de México».

### Economía, finanzas y obras públicas
El proyecto de reconstrucción económica durante la administración de Calles fue de llamado “Nueva Política Económica”. El proyecto tenía como objetivo;
- La creación de una moneda estable, un presupuesto equilibrado y una Hacienda sana.
- La búsqueda de una correcta política financiera.
- La devolución de bienes a manos privadas.
- La creación del impuesto sobre la renta.
- La creación de instituciones y prácticas que respaldaran la política financiera.[41]

La misión de llevar a cabo las políticas financieras callistas fue encomendada a Alberto J. Pani. Su labor de saneamiento financiero consistió en la reducción de los sueldos de todas las secretarías, en suprimir varios departamentos en la de Hacienda; en reformar métodos de contabilidad nacional y presupuestos; asimismo Pani impuso drásticas reducciones monetarias a toda oficina de gobierno; se encargó de cancelar los subsidios y las partidas que se dedicaban a sostener las asociaciones culturales civiles de beneficencia; reducir las compras a Estados Unidos; organizar la Dirección General de Catastro aplicando métodos vanguardistas; diversificar las fuentes de ingreso federal por medio del establecimiento del Impuesto sobre la Renta y racionalizar el régimen fiscal mediante la organización de la Primera Convención Nacional, que se efectuó en la Ciudad de México en agosto de 1925.
A fines de diciembre de 1924, fueron creadas la Ley General de Instituciones de Crédito y Establecimientos Bancarios y la Comisión Nacional Bancaria, cuya función principal era vigilar que las instituciones de crédito cumplieras las disposiciones legales. El 7 de enero de 1925 fue expedida la Ley General de Instituciones de Crédito, la cual marcaba la continuación del proceso evolutivo del sistema bancario mexicano, impulsado durante el Porfiriato e interrumpido con el derrumbe político de este. Tanto era la continuación del régimen de Porfirio Díaz en la reorganización bancaria del gobierno de Calles que se mandó a llamar a Miguel S. Macedo, uno de los “Científicos” más allegado a José Yves Limantour, quien había sido ministro de Hacienda de Díaz y que ya había concebido las bases de una nueva estructuración del sistema bancario antes del inicio de la Revolución mexicana. La nueva legislación estableció la creación de un Banco único de emisión, que sería el Banco de México, inaugurado el 1 de septiembre de 1925; y era administrado por un consejo integrado por industriales, comerciantes, banqueros y políticos de peso en el país, y estaba presidido por Manuel Gómez Morín.
El Banco de México, cuyo mayor accionista era el gobierno, se creó con el propósito de establecer un régimen bancario orientado a una economía social de base nacionalista. Estaba facultado para efectuar las siguientes funciones específicas:
- Emisión de billetes.
- Regular la circulación monetaria en el país, los cambios sobre el exterior y la tasa de interés
- Redescontar documentos de carácter mercantil
- Hacerse cargo del servicio de tesorería del gobierno
- Con las limitaciones de la ley respectiva, efectuar las operaciones bancarias que competen a los bancos de depósito y descuentos.[41]

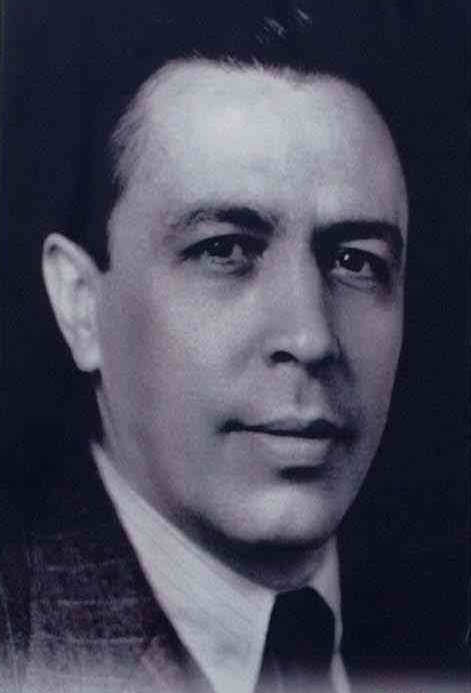
Manuel Gómez Morín, cofundador y primer presidente del Banco de México; gracias a su iniciativa, en 1926 se estableció el Banco de Crédito Agrícola para el fomento, reglamentación y vigilancia de los créditos regionales.

Otra institución de crédito creada en el gobierno de Calles fue el Banco de Crédito Agrícola, inaugurado en febrero de 1926, cuyo proyecto se debió a Manuel Gómez Morín; el propósito de la fundación de este banco partía del supuesto de que en buena medida ya había sido realizada la reforma agraria, y se constituía para hacer préstamos de avío, refaccionarios o inmobiliarios. Además, Gómez Morín buscaba que esta institución sirviera para el fomento, reglamentación y vigilancia del funcionamiento de las sociedades de crédito regionales.
Los trabajos que Pani hizo con la economía mexicana dieron buenos resultados. En medio año los depósitos aumentaron un 22% y, a finales de 1925, se logró un superávit de 21 millones de pesos, a pesar de que la creación del Banco de México requirió de la inversión de un poco más de 50 millones de pesos del ahorro estatal.
Sin embargo, aquella situación de bonanza no prevaleció mucho tiempo. Las finanzas mexicanas dependían en gran medida de los impuestos del petróleo y cuando en 1926 se conjugaron factores que provocaron la caída de los precios del crudo, la economía mexicana entró en una crisis de la que no se recuperaría hasta la época de la Segunda Guerra Mundial. Tal crisis se acentuó por la caída del precio de la plata, otra área que constituía las principales fuentes de riqueza de México. Al desastre económico se aunaron problemas de orden político y social: el regreso de Álvaro Obregón a la vida política y la Guerra Cristera. En 1927 renunció Pani como secretario de Hacienda y fue sustituido por Luis Montes de Oca, quien ejerció su cargo durante la reconciliación diplomática entre México y Estados Unidos y mantuvo un cordial y amistoso trato con el embajador Dwight Morrow.
El gobierno de Calles fue el primero en invertir en infraestructura. Durante su gestión se creó la Dirección General de Caminos y la Comisión General de Irrigación; se comenzaron a construir carreteras, caminos, presas y canales. El Banco de México y la Secretaría de Hacienda, regida por Alberto J. Pani, conducían la economía y las finanzas del México en la segunda mitad de la década de 1920. En el rubro de la industria, para el año de 1925 en México se contaban con 130 fábricas de capital estadounidense (Palmolive y la Ford Motor Company) y de capital nacional (CEMEX, Grupo Modelo). En el mercado de valores, México alcanzó importantes niveles y los inversionistas obtuvieron ganancias.
No obstante, el auge económico no duró mucho, pues en el periodo 1926-1932, la economía y las finanzas declinaron; también lo hicieron la demanda interna, las inversiones, las ganancias y la producción industrial. Esto trajo como repercusión el cierre de fábricas y el desempleo masivo. La economía de varios países entró en recesión y afrontaron una severa crisis durante la Gran Depresión. En México, a causa de la Guerra Cristera, muchos inversionistas desconfiaron del gobierno y se retiraron. Las exportaciones, durante este tiempo, se suspendieron y no había divisas. La Guerra Cristera afectó mucho al país en lo que respecta a la economía.

### Calles y el comunismo
En 1923, cuando se sabía ya que Calles sería candidato a la presidencia, buscó un partido político que lo apoyara, de esta manera su candidatura fue lanzada por el Partido Comunista Mexicano, fundado el 24 de noviembre de 1919 (y con quien hubo mayores coincidencias ideológicas) y el Partido Laborista Mexicano. Durante el gobierno de Calles se ratificaron sus principios de apoyar el reparto de la tierra y de organizar a los trabajadores agrícolas, lo que fue criticado por los grandes hacendados y los latifundistas que aún quedaban en el país. Durante el Callismo se repartió 62% de territorio a la comunidad agraria y se les otorgó créditos que les permitieran progresar y desarrollarse.

Emblema del Partido Comunista Mexicano

Asimismo la estricta política Callista de aplicar el artículo 27 de la Constitución provocó la inmediata reacción del gobierno de Estados Unidos. El embajador estadounidense en México, James Rockwell Sheffield llamó a Calles comunista. Calles nunca se consideró a sí mismo como comunista, pero consideraba la revolución como una forma de gobernar más que una posición ideológica. La primera embajada de la Unión Soviética, nunca antes establecida, se instauró en México; ocasión en la que el embajador de dicha dependencia señaló que “ningún país muestra más similitudes que la Unión Soviética y México”. Después de esto, algunos miembros del gobierno de Estados Unidos, comenzando por Sheffield, consideraron que México era el segundo país bolchevique en la Tierra y comenzaron a referirse a él como “Soviet México”. Tiempo después Calles volvió a ser tildado de comunista por algunos jerarcas de la iglesia católica por su estricta política anticlerical, parecida a la que en un inicio había sido adoptada por la Unión Soviética, la Ley Calles expulsó del país a los sacerdotes extranjeros y reguló la actividad de las Iglesias. Esta Ley efectivamente no solamente separaba Iglesia y Estado, sino que supeditaba la primera al segundo, el cual mediante aquella adquiría "Carta blanca" legal para inmiscuirse a su antojo en los asuntos estrictamente internos de las Iglesias; la católica en particular. Calles también apoyó la liberación económica de gran parte de la población campesina y obrera mejorando sus actividades laborales y organizando algunos sindicatos.
Sin embargo Calles dio instrucciones a las Secretarías de Relaciones Exteriores y Gobernación para que impidieran la entrada de comunistas al país y su infiltración en la política mexicana, lo que fue bien visto por los Estados Unidos.

### Deuda externa
La deuda externa fue otro de los problemas importantes que Calles se enfocó en tratar. En octubre de 1925, cuando la reorganización bancaria de Pani había inspirado cierta confianza a los acreedores foráneos, se logró un nuevo convenio con Thomas Lamont que permitió refinanciar la deuda externa. Este convenio corregía el anterior, firmado por Adolfo de la Huerta y Thomas Lamont, en su aspecto fundamental; ya que liberaba al gobierno mexicano de pagar la deuda ferrocarrilera a manos privadas, por lo que el gobierno de Calles se quitaba los problemas económicos y laborales que aquejaban al sector ferrocarrilero.
En la «Enmienda Pani», como se le llamó al convenio, se conservó la obligación de México de pagar capital e intereses de la deuda desde que fueran suspendidos los pagos en 1914, pero se logró que el comité de banqueros prolongara el plazo de pagos hasta enero de 1928. Al separar la deuda de los ferrocarriles, la suma de la deuda disminuyó de 1451 a 998 millones de pesos, sin embargo, como efecto de la crisis y de los conflictos político-sociales de 1926, Calles suspendió nuevamente el pago de la deuda exterior en 1927.
La nueva situación de crisis económica por la que atravesaba México preocupó al embajador Morrow y convenció a Calles de que realizara un estudio sobre las finanzas mexicanas por un grupo de expertos estadounidenses. Estos recomendaron que fueran reducidos los gastos correspondientes a las obras públicas y los gastos militares, que en ese tiempo ocupaban una tercera parte del presupuesto, para canalizar esas reparticiones al servicio de la deuda.

### Política agraria
En el gobierno de Calles se creó el Banco Nacional de Crédito Agrícola, la Comisión Nacional de Irrigación y la Comisión Nacional de Caminos. Estas instituciones fueron creadas con el fin de otorgar créditos para el campo y la construcción de presas, embalses, sistemas de riego, caminos y carreteras para favorecer a la agricultura y a la economía del país.
El reparto de tierras no se realizaba debido a los intereses de latifundios mexicanos y extranjeros que tenían en su poder la mayor parte de tierras. Calles emitió la ley reglamentaria del artículo 27 de la Constitución donde estableció el derecho a la dotación o a la restitución de tierras y aguas, con el objetivo de solucionar el problema.
Asimismo estableció que los mexicanos podían adquirir tierras y aguas en cualquier punto de la República; que los extranjeros no podían adquirir propiedades ni tener concesiones sobre minas, aguas e hidrocarburos a 100 kilómetros de las fronteras y a 50 kilómetros de las costas. Los extranjeros que pretendieran comprar u obtener concesiones debían renunciar al apoyo de sus países natales.
Durante el gobierno de Calles, México seguía siendo un país donde gran parte de la población económicamente activa trabajaba en el campo y en su mayoría, estaba constituida por peones, aunque en menor proporción que antes de la Revolución mexicana. La población campesina se componía de comuneros, ejidatarios, pequeños propietarios aparceros y arrendatarios de hacienda, ranchos y ejidos. Incluía también a los trabajadores agrícolas migratorios.

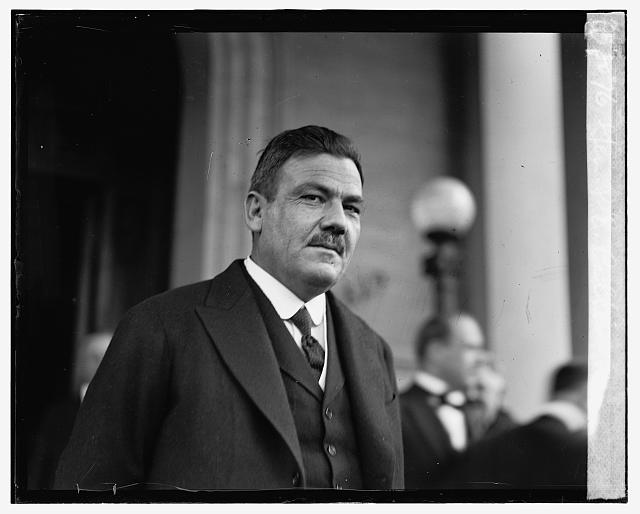
Durante su administración, Calles repartió 62% de territorio a la comunidad agrícola, doblando la cantidad de reparticiones que Álvaro Obregón hizo durante su administración.

Para Calles, la situación del agro mexicano debía cambiar. A diferencia de Álvaro Obregón, Calles consideraba que el problema debía ser tratado no solo como un conflicto político, sino con una visión técnico-económica, bajo la dirección del Estado.
La solución para tratar el problema agrícola consistió en lo que el presidente llamó «Solución Integral», que trataba la entrega de la tierra y daba la garantía de su producción, haciendo que el que la recibiera fuese dotado de semillas, aguas, implementos y créditos necesarios para el cultivo de sus tierras.
Con base en la «Solución Integral», en 1925 Calles expidió la “Ley Sobre Repartición de Tierras Ejidales y Constitución del Patrimonio Parcelario Ejidal”, cuyo propósito era sustituir el sistema de explotación colectiva por un sistema de explotación individual. El reparto agrario se realizó por medio de dos procedimientos:
- La restitución que se llevaba a efecto en caso de que un pueblo presentara sus títulos de propiedad y demostrara haber sido despojado.
- La dotación, donde se procedía cuando los títulos que presentaba un pueblo que había sido despojado de tierras tenían algún defecto que impidiera la restitución.[41]

Para 1928, los gobiernos revolucionarios habían entregado cerca de 5 millones 400 mil hectáreas; Venustiano Carranza había repartido el 4%, Adolfo de la Huerta el 3%, Obregón el 31% y Calles el 62%. Otro punto que el proyecto «Solución Integral» de Calles cumplió para el sector agrícola fue un intenso trabajo de irrigación, proyectado por Alberto J. Pani, cuya principal especialidad era la hidráulica, con base en estudios previamente efectuados sobre recursos acuíferos de México.
A principios de enero de 1926 se empezó a poner en práctica la Ley Federal de Irrigación, que se publicó un mes antes, en la que se señalaban los tres propósitos de la obra de irrigación:
- Incrementar las áreas cultivadas para asegurar una mejor producción agrícola.
- Crear la pequeña propiedad mediante la parcelación de tierras irrigadas.
- Lograr la liberación económica de gran parte de la población campesina.[41]

Para el año de 1928 se habían realizado importantes obras de irrigación; principalmente en la zona norte de México, que tuvieron un costo de 20 millones de pesos en oro nacional. La presa "Don Martín", en Nuevo León, fue una de las más importantes; con capacidad de 1.400 millones de metros cúbicos que regarían 65 mil hectáreas de tierra árida. Respecto a la producción agrícola en el periodo de Calles, destaca el notable crecimiento de la agricultura comercial en la región norte de la República, llegando a ser cinco veces mayor que la de 1907. En el sur y centro del país, se hizo un decrecimiento para 1928 principalmente por los disturbios del siglo. Por ende, la producción agrícola mexicana en el norte era moderna, altamente tecnificada; y en el centro y el sur, era de subsistencia y disminuían año con año las cosechas.

### Política de comercio
Los años de lucha armada no afectaron el comercio exterior mexicano. Para 1926, el valor de las exportaciones era casi tres veces mayor que en 1910, haciendo que la posición comercial de México resultara favorable. Los productos exportados eran materias primas, como minerales, petróleo y derivados, ganado y productos animales, y productos agrícolas: café, tomate, arroz, azúcar, vainilla, tabaco, henequén, algodón y chicle.
La exportación de oro y plata decayó en 1927, a causa de una baja producción de oro y de la caída del precio internacional de la plata. Las exportaciones de productos agrícolas se duplicaron entre 1910 y 1927. La agricultura comercial de exportación fue un factor que ayudó a superar la crisis económica que padeció México a partir de julio de 1926; y de la que se comenzaría a recuperar hasta 1929, cuando estaba a punto de dar inicio la Gran Depresión.

### Política de transportes

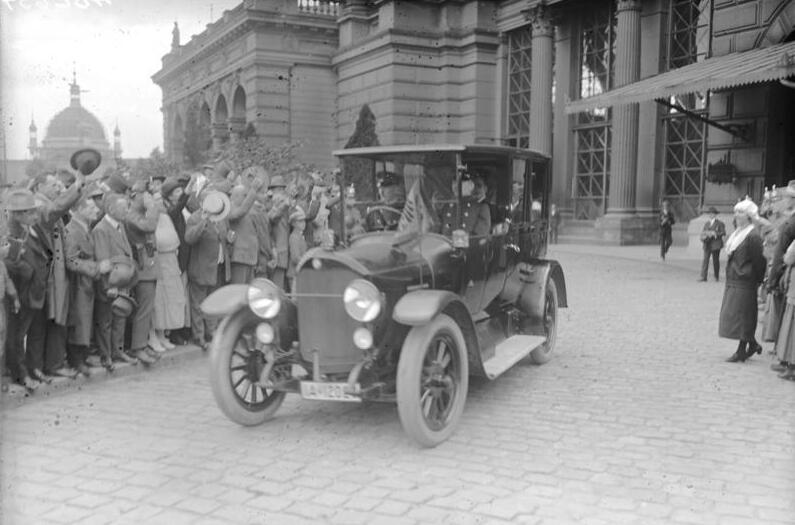
En la administración callista se implementaron políticas sobre las vías de transporte.

Durante el régimen callista se rehabilitaron ferrocarriles, oprimidos por las deudas y los problemas laborales. Esto se pretendía desde el primer año de su gobierno, pero se logró en parte de 1925 cuando se devolvió la administración de los ferrocarriles a las compañías privadas. Estas establecieron medidas de emergencia; sin embargo, no pudieron dar resolución a los problemas económicos ni a los laborales y en 1927 se vieron obligadas a suspender los pagos de su propia deuda externa.
Se finalizó la obra de construcción del Ferrocarril Sud Pacífico que unía a Tepic con La Quemada, en Jalisco. Con ello, una sola vía enlazaba las ciudades de Nogales, Hermosillo, Guaymas, Mazatlán, Tepic y Guadalajara; lo que permitió que la producción del noroeste llegara al resto del país y reduciendo la dependencia del sur de los Estados Unidos. Además se avanzó en la construcción de la vía de Tampico-México y se proyectó una ruta que uniera a Chihuahua-Navojoa-Yavaros con el propósito de conectar Sonora, Sinaloa y Chihuahua.
Asimismo, el gobierno de Calles hizo que fueran ampliadas y mejoradas las carreteras, tarea encomendada a la Comisión Nacional de Caminos y cuyo objetivo era crear una competencia entre las vías ferrocarrileras y carreteras promoviendo el desarrollo turístico. Las carreteras construidas fueron las de México-Puebla, México-Pachuca y México-Acapulco; además se continuaron con las labores de la carretera panamericana que debía vincular México con Nuevo Laredo hacia el norte y con Comitán, Chiapas, hacia el sur. A nivel estado, se construyeron también caminos carreteros que unieron las principales poblaciones de tráfico comercial.

### Política de educación
El gobierno de Calles se encargó de darle mayor impulso al rubro de la educación. Se dio la construcción de escuelas urbanas y rurales, se fundó el Instituto Técnico Industrial, la Escuela Nacional de Constructores y la Escuela de Ingenieros Mecánicos Electricistas; esos planteles serían los antecesores del Instituto Politécnico Nacional, creado durante la presidencia de Lázaro Cárdenas.

## Vida personal

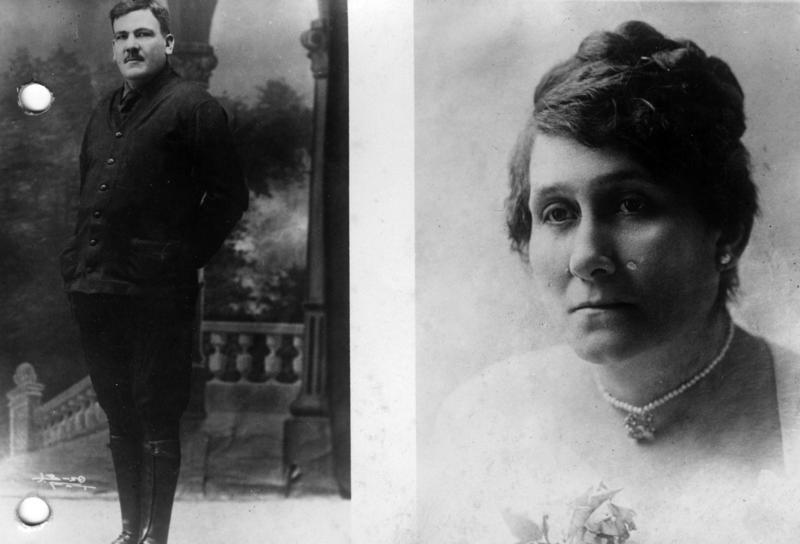
Plutarco Elías Calles y Natalia Chacón. Ella era originaria de Mazatlán, donde nació en 1879. Se casaron en 1899 por el civil y un año después comenzaron la formación de su familia; tuvieron doce hijos. Por los deberes militares de Calles, ocho años duraron separados y durante ese tiempo Natalia no dejó de reprocharle el abandono y la poca correspondencia. Después de Agua Prieta, Natalia se fue con su esposo a la capital. Un cuatrienio después, él ocuparía la presidencia de la República. Asmática, Natalia fue primera dama de México hasta el año de 1927, fecha en que murió en Los Ángeles.

A los 20 años, Calles se involucró con Josefina Bonfiglio, originaria de Tepic, de ascendencia italiana e hija de un empleado de aduana. Quedó embarazada y su padre Plutarco Elías Lucero lo convenció de desentenderse del niño y Calles marchó a Fronteras. Cuando nació el niño, Josefina lo llamó Roberto. Poco después de su nacimiento, ella se casó con un empleado de telégrafos de «El Mineral del Tigre», con quien tuvo cuatro hijos más. En Fronteras Calles se relacionó con Rosario Gómez. Ella era hija de su otrora protector José Gómez Meza y estaba casada con Manuel Fuentes, amigo de Plutarco; tras descubrirse la relación, Plutarco huyó y Gómez Meza envió a Rosario a Nogales.
El 24 de agosto de 1899, Calles contrajo matrimonio por el civil con Natalia Chacón, hija de un agente de aduanas y quien se convertiría en primera dama de México. Tuvieron doce hijos: Rodolfo (1900-1965), Plutarco (1901-1976), Bernardina (1902-1903), Natalia (1904-1998), Hortensia (1905-1996), Ernestina (1906-1984), Elodia (1908-1908), Josefina (1910-1910), Alicia (1911-1988), Artemisa (1915-1998) y Gustavo (1918-1990). Calles siempre fue afecto a su familia y muy apegado a su hogar. En 1919, cuando Calles era ministro de Industria y Comercio, se encontró con Roberto. Le ofreció ayuda para adquirir un mejor empleo, pues era telegrafista, pero Roberto declinó la oferta.
En 1920, Calles tuvo en Agua Prieta una aventura con Amanda Ruiz, originaria de Cananea. De esta relación nació Manuel Elías Calles Ruiz. Calles no se desentendió de Amanda Ruiz y su hijo, al que reconoció y con el que no tuvo problema en compartir su vida en la Ciudad de México. Manuel Elías Calles Ruiz fue reconocido legalmente, y a partir de ello pasó sus vacaciones todos los años con su padre y Leonor Llorente. Amanda Ruiz no le guardó rencor alguno a Calles, a quien cariñosamente llamaba "inolvidable papacito".

Agua Prieta, Sonora; marzo de 1929

General P. Elías Calles

México D.F.

O donde se encuentre.
Inolvidable papacito:
Llegamos bien pero está nevando y hace mucho frío. Manuel se sintió muy mal, por el cambio de temperatura tan diferente. Espero que cuando todo se ponga bien mandes por nosotros otra vez. Aquí muy feo, estoy muy triste.
No te olvides de nosotros, ayúdanos, pues aquí las casas están en muy malas condiciones, casi cayéndose. No tenemos con qué movernos, ya ves que todo cuesta dinero. Manuel te manda muchos besos y que le mandes otros 100 pesos. No se le ha olvidado el reloj que le prometiste […]

Por ahora esto no más y que te acuerdes de mí y de tu hijo, quien te quiere y no te olvida.

AMANDA RUIZ.

Natalia murió en 1927, lo cual lo deja muy abatido y en depresión por algunos meses. El 2 de agosto de 1930, Calles se casó por segunda ocasión con Leonor Llorente, quien era guitarrista, pianista y soprano; con quien tuvo dos hijos, Plutarco José (1931) y Leonardo Gilberto (1932). La boda fue discreta, por el civil. Llorente murió poco tiempo después del enlace por cáncer, el 25 de noviembre de 1932.
Después de la presidencia; Calles viajó en dos ocasiones, por largos periodos, a Europa. Además se retiraba por temporadas a sus diversas fincas y negocios. A la hacienda "Soledad de la Mota" en Nuevo León, propiedad de su hijo Plutarco, y al ingenio azucarero de "El Mante" ya no asistía con la frecuencia que lo hacía. Desde su segundo matrimonio, su lugar preferido era la quinta "Las Palomas", en Cuernavaca. Pero no dejaba de ir a su rancho Santa Bárbara en Ixtapaluca, Estado de México, cerca de Chalco, donde tenía un establo, una granja avícola y una escuela fundada por él, a la que acudía un estudiante por cada estado de la República. También reposaba en "El Sauzal", rancho cuyo propietario era Abelardo L. Rodríguez, o el Tambor, junto al mar, propiedad de su hija Alicia. Junto a sus familiares y amigos, Calles jugaba golf y en sus tiempos libres, realizaba con frecuencia sesiones espiritistas, con las que buscaba infructuosamente la cura de sus males.

## Relación Calles-Obregón

### La diarquía
Al iniciar Calles su gobierno el 1 de diciembre de 1924, Obregón se retiró a vivir a Sonora, lo cual no significó que no dejara de intervenir en la política, pues se mantenía informado de la manera en que Calles gobernaba y llegó a intervenir directamente en algunos asuntos políticos. Se cuenta que Obregón y Calles habían hecho un “pacto secreto” en 1923, en el que acordaban que los dos se turnarían el poder periodo tras periodo. En el cuatrienio callista, el sistema político fue una diarquía, sobre todo en 1926, cuando Obregón regresó abiertamente a la política, decidido a defender y promover su reelección. A partir de esto, la presión sobre Calles fue mucha y ésta empeoró cuando Obregón y Luis N. Morones rompieron relaciones amistosas irreconciliables pues ambos pretendían la silla presidencial; esto obligaría a Calles a actuar como mediador entre ellos muchas veces. Aquella rivalidad acentuó las divisiones que había en el Congreso debido a los problemas interregionales, se formaron bloques de cromistas, socialistas, agraristas, obregonistas, moronistas y algunos callistas, que luchaban a favor o en contra de la reelección de Obregón.

### Sucesión presidencial
La reelección de Obregón y la formación de bloques hicieron más conflictiva la situación política del año de 1926. Al año siguiente se presentaron las candidaturas de Arnulfo R. Gómez y Francisco R. Serrano para la presidencia, pero, tal como lo había anticipado el primero de ellos, “Obregón precipitó los acontecimientos empujando a sus adversarios a la rebelión; y en calidad de rebeldes, Gómez y Serrano fueron aprehendidos y fusilados en octubre de 1927.

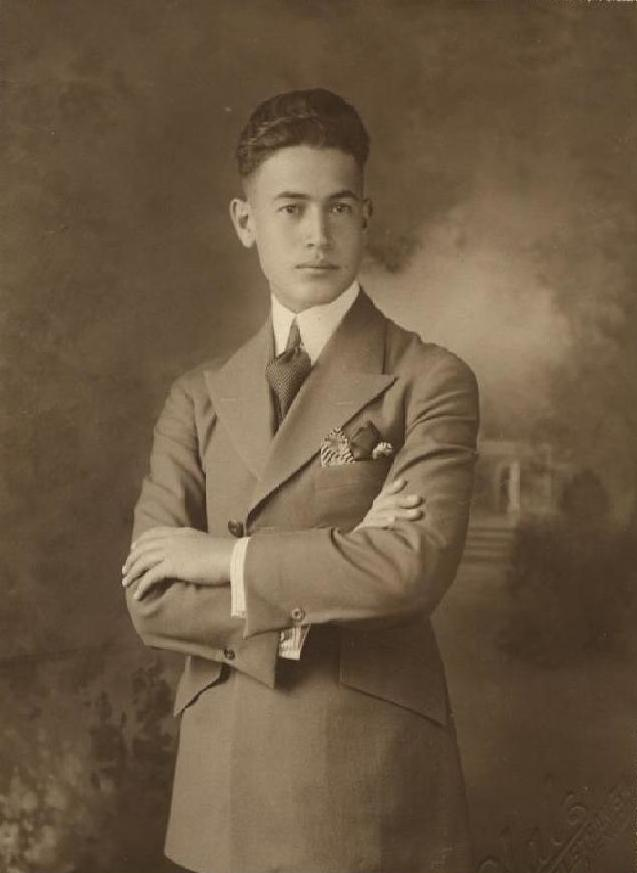
José de León Toral, asesino material del presidente electo de México, Álvaro Obregón, muerto el 17 de julio de 1928.

Al fin logró imponerse la voluntad de Obregón, que también Calles compartía. El Congreso de la Unión aprobó las reformas a la Constitución Mexicana en el sentido de permitir la reelección al cargo de Presidente de México, siempre que no fuera para el periodo inmediato. Obregón aceptó su candidatura el 26 de junio de 1927 y poco después recorrió casi todo el país en su campaña política. El 1 de julio de 1928 se efectuaron las elecciones y Obregón resultó elegido Presidente de la República.

### Asesinato de Obregón
Sin embargo, Obregón, el candidato electo, no llegó a ocupar la presidencia por segunda ocasión. El 17 de julio de 1928, el general Obregón asistió a un banquete realizado para celebrar su triunfo en el restaurante “La Bombilla” en San Ángel. Durante el convite, Obregón fue asesinado por José de León Toral, que lo creía responsable del conflicto religioso. Por las circunstancias, no faltó quienes acusaron a Morones y a Calles de haber planeado su asesinato, pero nunca se han podido probar las acusaciones; el asesinato de Obregón cambió el rumbo de la política mexicana.

### Nombramiento del presidente interino
Con el asesinato de Obregón, el problema político inmediato era nombrar al presidente interino. Calles propuso ante el Congreso que, la persona que se postulara a la presidencia interina, y a la constitucional después, no perteneciera al ejército. Además, Calles impidió que se postularan algunos legisladores obregonistas. El aún presidente de México consiguió que fuera elegido Emilio Portes Gil, cuya presidencia comprendió del 1 de diciembre de 1928 al 5 de febrero de 1930, tiempo en el cual se prepararía el proceso para la elección constitucional de un nuevo presidente.

## Maximato

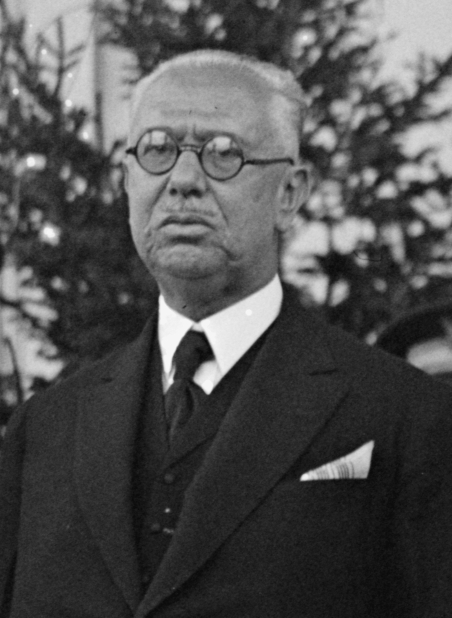
Ing. Pascual Ortiz Rubio, renunció por el autoritarismo e intervención de Calles en su gobierno. Fue el primer candidato que postuló el partido fundado por Calles en 1929.

A los 51 años de edad, Calles dejó el poder en manos del abogado tamaulipeco Emilio Portes Gil. La gran reforma política de Plutarco fue la creación de un partido único, de estado, que por vez primera logró reunir y poner en orden a la mayoría de los grupos políticos. “El que quiera la silla presidencial, que se forme” decía Calles. En adelante, toda aspiración por el poder debía ser canalizada a través del Partido Nacional Revolucionario. Su fundación tuvo lugar el 4 de marzo de 1929. El PNR se erigió como el único partido capaz de conducir al país a un estado de bienestar y desarrollo. Sin Álvaro Obregón, quien en vida había sido una figura política y militar de peso; el poder de Calles se agigantó. Dentro del escenario político nacional, no había personaje que estuviera por encima de su autoridad. Comenzaron a llamarlo el «Jefe Máximo de la Revolución». Calles es considerado, por los historiadores, como el “dueño de México” durante los años 1928-1934. A pesar de los presidentes Emilio Portes Gil, Pascual Ortiz Rubio y Abelardo L. Rodríguez; las grandes decisiones y la última palabra en materia política provenían de Calles. Este periodo es conocido históricamente como El Maximato. Los políticos acudían a consultarlo a su residencia de la colonia Anzures o a su finca de Cuernavaca.
Desde la casa de Calles en la colonia Anzures, se lograba apreciar el Castillo de Chapultepec. Por ello, la gente de la época, al pasar por el domicilio del expresidente, decía: «Allí vive el presidente, pero el que manda vive enfrente». Con Portes Gil fue designado Secretario de Guerra y Marina para combatir la rebelión escobarista, nuevamente se desempeñaría como tal durante el gobierno de Pascual Ortiz Rubio. En 1933, Abelardo L. Rodríguez le comisionó la Secretaría de Hacienda y la presidencia del Consejo Ejecutivo de los Ferrocarriles Nacionales de México. Calles seleccionó como candidato a la Presidencia a su antiguo subordinado Lázaro Cárdenas, pensando que podría controlarlo como lo había hecho con sus predecesores, lo cual no sucedió.

## Últimos años

### Exilio

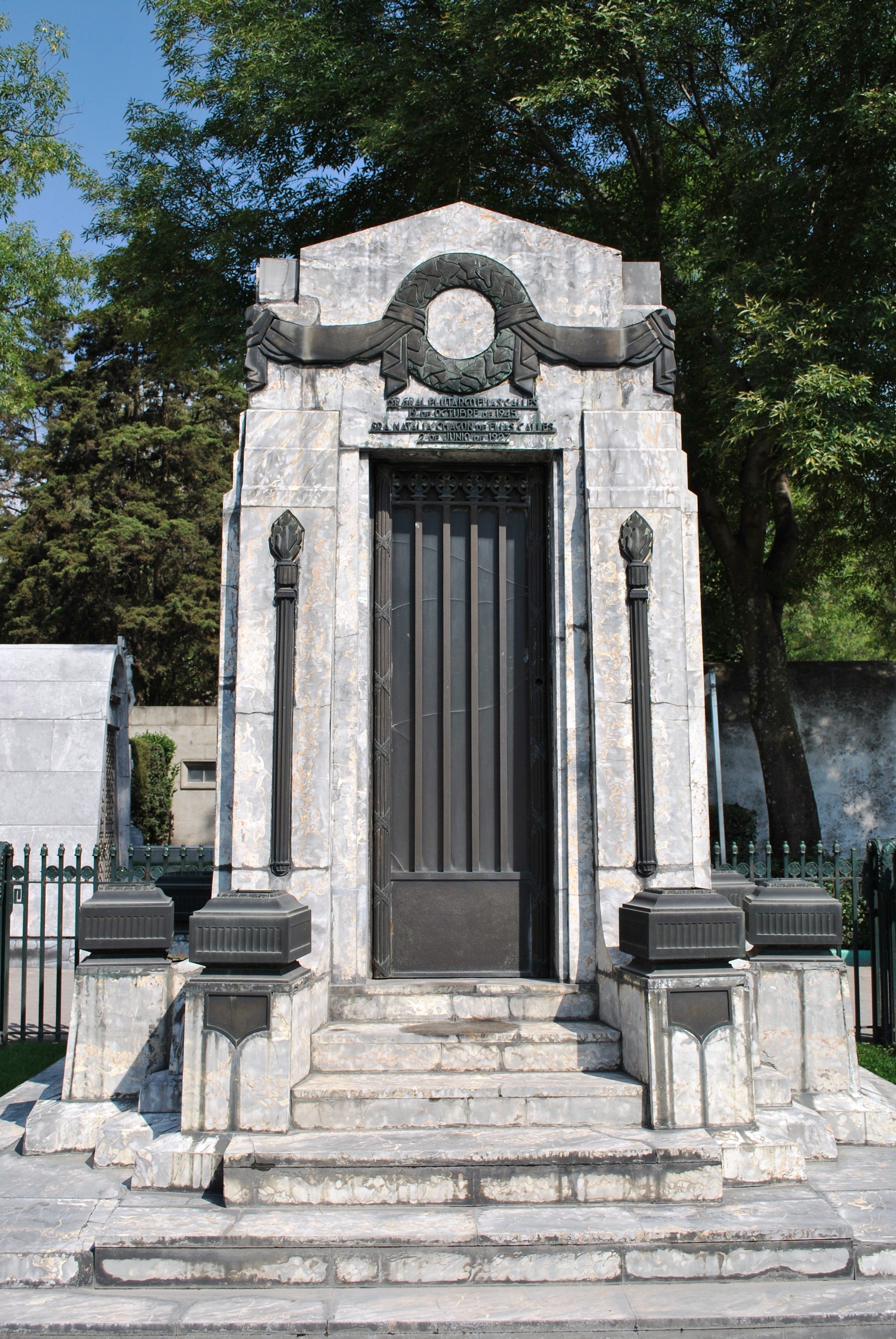
A su muerte, ocurrida el 19 de octubre de 1945, los restos mortales de Calles fueron depositados en la cripta de su madrina junto a los de su esposa Natalia Chacón. En 1969, por órdenes del Presidente Gustavo Díaz Ordaz, sus restos fueron trasladados al Monumento de la Revolución.

Cárdenas asumió la presidencia el 1 de diciembre de 1934. Calles tenía la idea de disponer del gobierno de Cárdenas tal y como lo había hecho en el pasado, pero lo que sucedió fue, que Calles comenzó a perder poder y autoridad. Por esos días Calles enfermó de la vesícula y recibió de sus médicos la recomendación de trasladarse a Los Ángeles, California para ser operado. A partir del 11 de diciembre de 1934, Calles se conformaba con saber que había impuesto en el gabinete de Cárdenas a tres callistas y que sus hijos Plutarco y Alfredo, fueran convertidos en gobernadores de Nuevo León y Tamaulipas respectivamente y que a su yerno Fernando Torreblanca Contreras se le nombrara subsecretario de Relaciones Exteriores.
Después de la intervención quirúrgica y de su convalecencia en Los Ángeles, Calles regresó a la hacienda "El Tambor" de su hija Alicia Elías Calles de Almada. Allá recibía visitas de políticos que lo ponían al tanto sobre lo que ocurría en el país con el gobierno de Cárdenas. En mayo de 1935, Calles regresó a la Ciudad de México, en cuya estación ferroviaria fue recibido por el presidente y una comitiva de callistas. Luego sostuvo una larga plática con Cárdenas, pero la situación política no cambió. El 12 de junio de 1935, Calles hizo declaraciones para exigir que se pusiera fin a la ola de huelgas y a la división del Congreso, ya que, en sus palabras, “por último interviene el ejército, como consecuencia, el choque armado y el desastre de la nación”.

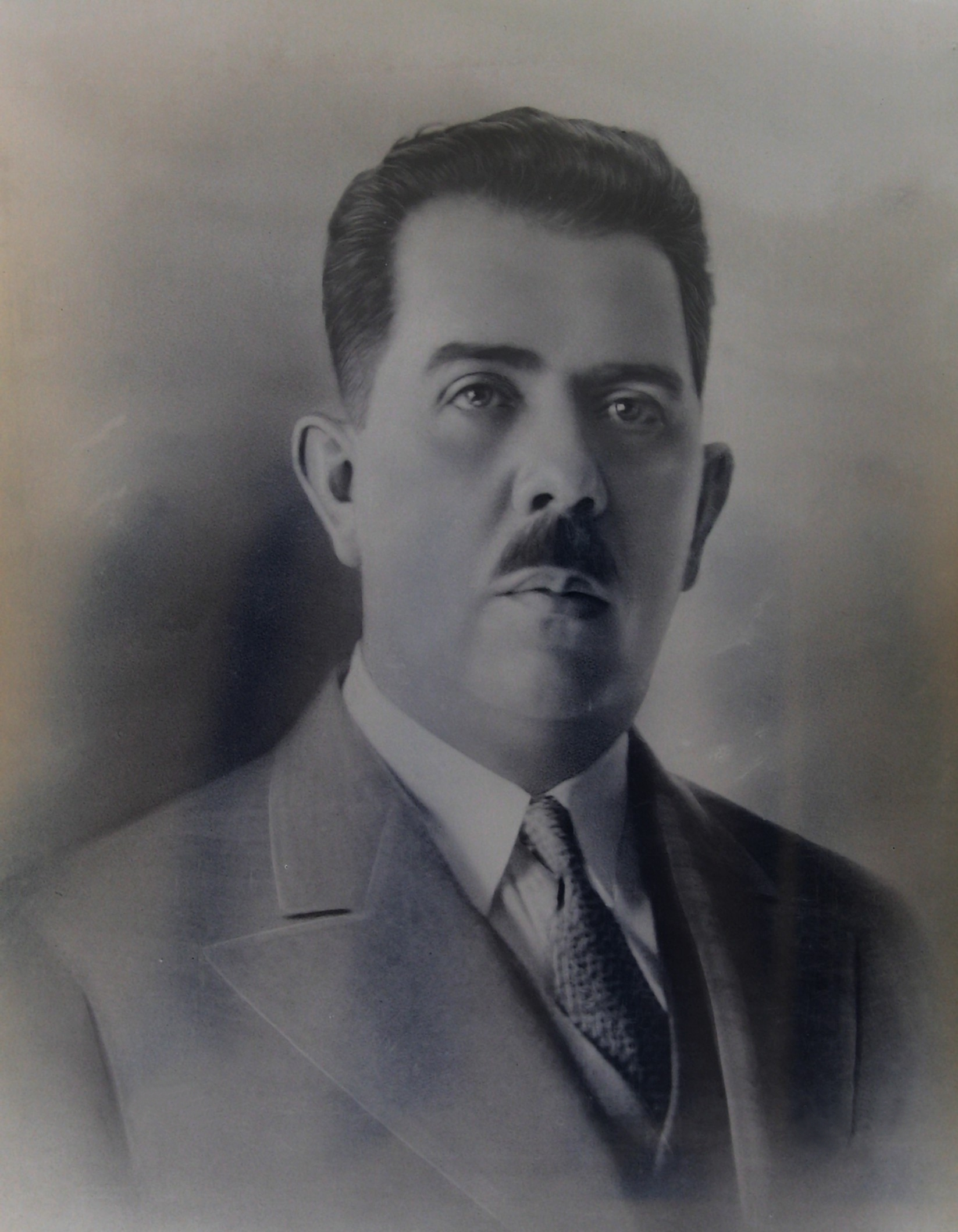
Lázaro Cárdenas, presidente de México de 1934 a 1940. Calles lo impuso como candidato presidencial, pues pensaba que podría influir en él como lo había hecho en el pasado. Cárdenas fue drástico: rompió relaciones con Calles y lo mandó al exilio en 1936, del que no regresaría hasta 1941.

En suma, Calles exigía devolver su influencia política a Luis N. Morones y amenazaba a Cárdenas, de que en caso de no suprimir las divisiones del Congreso, le retiraría el poder como lo había hecho con el ingeniero Ortiz Rubio. En respuesta, el presidente Lázaro Cárdenas solicita la renuncia de los miembros del gabinete con filiación callista. El 16 de junio Calles se lamentaba por sus palabras y declaró que se retiraba definitivamente de la vida política nacional. En el Zócalo de la capital los contingentes obreros manifestaron su apoyo a las decisiones de Cárdenas.
Mientras tanto, en su hacienda de Santa Bárbara, Calles comienza a hacer los preparativos para un viaje de recreo a Hawái. Durante su ausencia, el gobierno de Cárdenas se consolida y los periódicos aprovecharon la oportunidad para ridiculizarlo a él y a sus partidarios. El 13 de diciembre de 1935 Calles regresó a Ciudad de México para defender al callismo de los ataques que estaba sufriendo; los periódicos que lo habían adulado en el pasado, se negaron a publicar sus declaraciones. Su arribo originó diversas protestas y la separación de algunos gobernadores, senadores y diputados de sus cargos. La tensión entre callistas y cardenistas se prolongó hasta que el presidente Cárdenas tomó la decisión de romper definitivamente con Calles.
La noche del 9 de abril de 1936, veinte militares y ocho policías armados entraron en la hacienda de Santa Bárbara, residencia de Calles. Mientras se encontraba reposando en su cama leyendo “Mi Lucha”, el libro de Adolf Hitler; le comunicaron que Cárdenas le ordenaba prepararse para salir del país a las siete de la mañana. Así el 10 de abril fue conducido al Puerto Central Aéreo, donde en compañía de otros activos callistas, Luis L. León, Luis N. Morones y Melchor Ortega Camarena; abordó un aeroplano que lo llevó al exilio en Estados Unidos. Calles permaneció los cinco años de su destierro en San Diego, California; acompañado de su hija Hortensia Elías Calles de Torreblanca. Se establecieron en una casa de dos pisos ubicada en el número 1212 de la calle Upas. Durante los veranos, como Calles gustaba de ir a la playa, alquilaban un domicilio en la calle Del Mar, aledaño del lujoso barrio residencial La Jolla, donde permanecían por tres meses todos los años que duró el destierro.
Calles frecuentaba dos veces por día las playas californianas. Aunque melancólico, en California visitaba asiduamente granjas, ranchos y cultivos y paseaba entre huertas y jardines. Se mantenía enterado de lo acontecido en México, en el exilio se frecuentó varias veces con José Vasconcelos, con quien en el pasado había tenido diferencias políticas y limaron asperezas. En marzo de 1941, durante la Segunda Guerra Mundial, el presidente Manuel Ávila Camacho lo invitó a regresar a México. En el mes de septiembre, Calles apareció en el balcón de Palacio Nacional flanqueado por el presidente Ávila Camacho, y los expresidentes Pascual Ortiz Rubio, Abelardo Lujan Rodríguez, Lázaro Cárdenas del Río , Emilio Portes Gil y Adolfo De la Huerta. Sus últimos cuatro años de vida los pasó en su quinta "Las Palmas", en Cuernavaca; donde se dedicó a la horticultura y a la jardinería. Plantó flores y árboles frutales y marcaba personalmente los bulbos.
Calles se dedicaba de vez en cuando a jugar golf, su deporte favorito; además se dedicaba a asistir, desde mediados de 1941 hasta su muerte en 1945, una vez por semana, a las sesiones espiritistas que Rafael Álvarez presidía desde 1939 en el Instituto Mexicano de Investigaciones Síquicas. A éstas asistían también políticos como Gilberto Valenzuela, Juan Andreu Almazán, Ezequiel Padilla y Miguel Alemán Valdés. Calles invocaba a los espíritus de Enrique del Castillo y de Rubén Darío.

### Muerte
A finales del mes de septiembre, su médico de cabecera decidió prepararlo para otra intervención quirúrgica; donde le inyectaban más de dos millones y medio de unidades de penicilina. Todas sus visitas le recomendaron trasladarse a Rochester para la operación, pero Calles se negó. Por ninguna circunstancia deseaba dejar México otra vez. Calles fue internado en el Sanatorio Lady Cowdray de la Ciudad de México, donde fue operado por el doctor Abraham Ayala González. El 12 de octubre le detectaron la formación de adherencias en el tubo de secreciones del hígado, como consecuencia de la operación que se había hecho doce años antes. Pese a esta complicación y del mal estado del colédoco, por trombosis, salió bien de la operación y, durante una semana, pareció recuperarse satisfactoriamente.
Una semana después de su operación, Calles presentó inesperadamente una hemorragia masiva, atribuida a una lesión de la arteria mesentérica. Francisco Plutarco Elías Calles Campuzano falleció el 19 de octubre de 1945, a las 14:40 horas. Los principales diarios nacionales de la época relatan que ese día y justo a esa hora se notó, sobrevolando la Ciudad de México, la más grande parvada de buitres ("zopilotes") que se había visto en muchos años en la ciudad. Muchos atribuyeron este hecho ominoso a las duras persecuciones religiosas que había lanzado contra los católicos mexicanos. El cortejo fúnebre salió de las calles de Guadalajara, residencia de su hija Hortensia y de su yerno Fernando Torreblanca, rumbo al Panteón Civil de Dolores, donde se llevó a cabo el entierro. Entre las ofrendas florales y telegramas, no figuró ninguno enviado por Lázaro Cárdenas del Río. Los restos de su primera cónyuge, Natalia Chacón, se exhumaron primero y se reinhumaron después, para colocarlos al lado de los de Calles. Posteriormente, en 1969, los restos de Plutarco Elías Calles fueron llevados al Monumento a la Revolución en la Ciudad de México, donde permanecen desde entonces.

## Fideicomiso Calles-Torreblanca
El Fideicomiso Archivos Plutarco Elías Calles-Fernando Torreblanca (FAPECFT); fue creado en 1986 por su hija Hortensia Elías Calles, quien reunió y cuidó todos los documentos históricos de Calles y de su esposo Fernando Torreblanca que se encuentran resguardados en su propia casa-habitación de la calle de Guadalajara n.° 104 en la colonia Condesa de la Ciudad de México.